# El capital, tomo III
El capital: crítica de la economía política. Tomo III: El proceso global de producción capitalista (en alemán: Das Kapital. Kritik der politischen Ökonomie Dritter Band. Buch III: Der Gesammtprocess Der Kapitalistischen Produktion), es el tercer tomo de El Capital publicado en diciembre de 1894. Fue editado por Friedrich Engels a partir de notas dejadas póstumamente por Karl Marx escritas entre 1864 y 1865 y trata principalmente de la diferenciación interna de la clase capitalista.
Este volumen parte del segundo tomo anterior, ya que en este "el proceso de circulación del capital [...] la rotación del capital, etc., desempeña un papel aquí". El objetivo del tercer tomo en su conjunto es localizar y describir las formas concretas que surgen de los movimientos del capital en su conjunto. Así, las diversas formas de capital se acercan paso a paso a la forma que asumen en la superficie de la sociedad en la acción de diferentes capitales entre sí en competencia y en la conciencia ordinaria de los propios agentes de producción.[cita requerida]
Marx trata los fenómenos económicos en el tomo tercero "no como una oposición general entre trabajo y capital, sino teniendo en cuenta que forma parte de una estructura no coordinada en la que los distintos capitales compiten entre sí". Su investigación se centra en cuatro grupos de la clase dominante: los capitalistas industriales, los capitalistas comerciales, los banqueros y los terratenientes. Marx los agrupa a su vez en tres categorías económicas: salario, ganancia y renta de la tierra.
El manuscrito original de Marx constaba de 70 páginas y estaba dividido en sólo 7 capítulos sin nombrar secciones. Engels reorganizó el texto en 7 partes y 52 capítulos. Estas 7 secciones son: 
- Sección 1: La transformación de la plusvalía en ganancia y de la tasa de plusvalía en tasa de ganancia
- Sección 2: Cómo se convierte la ganancia en ganancia media
- Sección 3: Ley de la tendencia decreciente de la tasa de ganancia
- Sección 4: Cómo se convierte el capital-mercancías y el capital-dinero en capital comercial
- Sección 5: Desdoblamiento de la ganancia en interés y ganancia del empresario. El capital a interés
- Sección 6: Cómo se convierte la ganancia extraordinaria en renta del suelo
- Sección 7: Las rentas y sus fuentes

Las tres primeras secciones se ocupan de la división del plusvalor entre los capitales individuales en la forma de ganancia. Marx explica también que la competencia entre el capital invertido en las diferentes ramas de la producción por la distribución de la ganancia y que además la plusvalía obtenida de los trabajadores se divide entre el capital industrial (o agrario); el capital comercial; el capital bancario, que cobra intereses por los préstamos; y los propietarios de tierras. 
Marx comienza en la Sección 1 examinando las mercancías no por su valor económico medido en tiempo de trabajo socialmente invertido, (la suma de capital constante, variable y plusvalor: {\displaystyle c+v+p}) sino por su «precio de coste» (la suma de capital constante y variable: {\displaystyle c+v}), ya que el capitalista es ciego al origen de la plusvalía, "que concibe como un excedente sobre el coste".

La competencia entre los capitales, su libre paso de unas ramas de producción a otras, reducen en ambos casos la cuota de ganancia a la cuota media. La suma de los valores de todas las mercancías de una sociedad dada coincide con la suma de precios de estas mercancías; pero en las distintas empresas y en las diversas ramas de producción las mercancías, bajo la presión de la competencia, no se venden por su valor, sino por el precio de producción, que equivale al capital invertido más la ganancia media.
Lenin (1914): Carlos Marx (Breve esbozo biográfico, con una exposición del marxismo). La Doctrina económica de Marx.

Con los precios de producción, Marx creyó poder explicar "la procedencia real del beneficio capitalista" y "una tensión sistemática entre los intereses individuales de cada capitalista y sus intereses colectivos como clase". El procedimiento de conversión de los valores a precios de producción ha dado un largo debate académico, conocido como el «problema de la transformación».
En la Sección 3, tal vez la más conocida hoy en día, se argumenta la «tendencia decreciente de la tasa de ganancia» a medida que aumentan los requisitos orgánicos de capital constante de la producción como resultado de los avances tecnológicos en la producción en general y a la reducción de los costes laborales mediante la disminución del capital variable. Así, el intento de reducir al mínimo la carga de trabajo a través de la automatización simultáneamente "condiciona la subsistencia material de sus miembros al trabajo asalariado". Mars expone esta tendencia "perfectamente racional desde el punto de vista individual, es colectivamente suicida" como "ley fundamental del capitalismo". Varias causas la contrarrestan, pero finalmente se impone. Al disminuir la tasa de ganancia se reducen las inversiones y luego el empleo y el consumo, multiplicándose el efecto, hasta que se producen quiebras. Los precios bajan, pero de todos modos no hay quien compre las mercancías baratas debido al desempleo y al cierre de empresas, llegándose a una recesión. La caída de la tasa de ganancia se revierte por medio de la competencia desgarradora que inutiliza grandes masas de capitales y sobre las ruinas resurge la acumulación de capital, pues para los competidores victoriosos el aumento de la ganancia vuelve a ser más rápido que el incremento de la inversión. La paralización de la economía prepara su ampliación posterior, de la misma forma que el crecimiento prepara la crisis. Así Marx formuló una teoría del ciclo económico y sobre las crisis cíclicas del capitalismo. Marx y Engels sostenían que este resultado como resultado de varias contradicciones en el modo de producción capitalista, genera crisis cuya resolución requiere el surgimiento de un modo de producción completamente nuevo como culminación de la misma dialéctica histórica que condujo al surgimiento del capitalismo a partir de formas anteriores. Los marxistas ortodoxos creen que es una característica contradictoria principal que conduce a un colapso inevitable del orden capitalista.
En la Sección 4 se introduce el llamado “capital comercial”, comerciantes mayoristas y minoristas que compran mercancía producida por el "capital industrial" y se encargan de su distribución y venta. Esto acelera la "rotación del capital" reduciendo el “período de circulación” del “periodo de producción”.
En la Sección 5 Marx se presenta la descomposición de ganancia en interés y el concepto del «capital ficticio», títulos que no poseen valor intrínseco "en forma de crédito, acciones, deuda, especulación y diversas formas de papel moneda" que no puede convertirse en mercancías, valores de uso existentes. Este es producto de la acumulación del capital. El capital ficticio fue posteriormente tratado por Rudolf Hilferding en El capital financiero.
En la Sección 6 se trata la renta del suelo como parte del valor excedente total que los propietarios se apropian. A su vez, dado el monopolio agrícola, sus productos "no entran en el proceso totalmente libre de nivelación de las cuotas de ganancia". Marx distingue dos clases de renta del suelo: la «renta absoluta», que resulta de la concentración de la propiedad de la tierra en manos de grandes terratenientes que pueden controlar la cantidad de tierra que entra o sale del mercado y que por tanto es una renta de monopolio; y la «renta diferencial», que se genera por la fertilidad del suelo o su ubicación («diferencial I») o por la inversión e innovación incorporada a ella («diferencial II»). Dado que la superficie de la tierra "en los países capitalistas es ocupada enteramente por los propietarios particulares", el precio de producción de los productos agrícolas "no lo determinan las condiciones medias en que el producto se lleva al mercado, sino las condiciones peores". Mientras que la renta diferencial "no puede ser abolida mientras exista el capitalismo", renta absoluta puede serlo mediante la nacionalización de la tierra. La teoría de la renta de la tierra de Marx fue aplicada por Alexander Parvus, Karl Kautsky y Lenin al análisis de la crisis agrarias del último cuarto del siglo XIX en Europa.
En la Sección 7 resume el la obra tratando de demostrar que "todas las diferentes formas de valor excedente provienen de la misma fuente, el trabajo excedente de los trabajadores, y por lo tanto que se determina la cantidad total de valor excedente". Destaca el capítulo 48, La fórmula trinitaria, donde Engels recopiló varios fragmentos en los que Marx resume algunos de los aspectos más importantes de todo El capital. Entre otras cosas se describen brevemente las etapas de ocultamiento de la explotación de los trabajadores por el capital. Según Ernest Mandel, la sección séptima "habría proporcionado un vínculo vital entre el contenido económico de la lucha de clases entre el capital y el trabajo, tal como se desarrolla extensamente en el Volumen 1".
Esta obra es un proyecto incompleto de Marx y es especialmente en las últimas secciones donde el análisis es menor. Desde la publicación de la obra se ha cuestionado cuánto representa el pensamiento de Marx el tercer tomo. Pese a sus intentos de ser fiel al texto original, Engels tuvo que redactar las notas de una forma apropiada para su publicación y llenar algunas lagunas de apartados indicados pero no redactados. El académico Michael Heinrich sostiene que "Engels hizo modificaciones significativas", especialmente "en el área de la teoría de la crisis, la teoría del crédito y la relación entre el capitalismo y la producción de mercancías". Esta postura fue recibida con duras críticas y generó una serie de defensas del trabajo editorial de Engels.

## Contenido

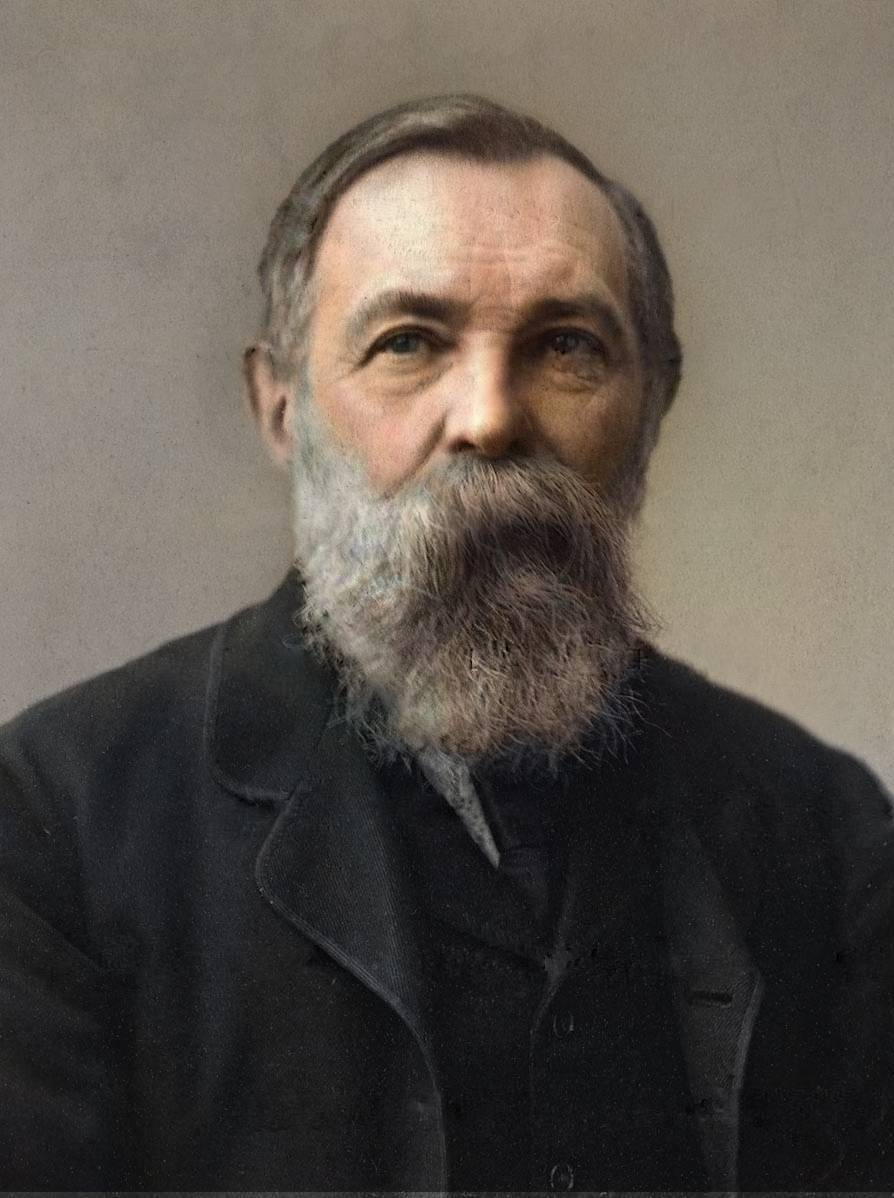
Friedrich Engels en 1891.

### Prólogo de Engels
Engels cuenta en la parte inicial del prólogo a al tercer tomo las dificultades que encontró para publicar dicho tomo, que “fue esencialmente diferente al de editar el segundo” debido a que era “borrador extremadamente incompleto”, sin desatender sus compromisos con el movimiento socialista internacional. También explica su trabajo para la publicación de un cuarto tomo. Este nunca fue completado por Engels pero fue publicado tras su por Karl Kautsky entre 1905 y 1910 bajo el título Teorías sobre la plusvalía. 
A continuación, Engels polemiza en torno al problema que propuso en el segundo tomo de El capital para conciliar ley del valor y con la tasa media de ganancia, que Marx aborda en el tercer tomo, y con las interpretaciones de economistas “vulgares”. Entre ellos, Wilhelm Lexis sostuvo que el capitalista obtiene “ganancias de sus transacciones vendiendo a un precio superior al precio de compra”. Esto fue para Engels “marxismo disfrazado” que intenta construir “un socialismo vulgar” en base de la teoría de la utilidad marginal de William Stanley Jevons y Carl Menger, como George Bernard Shaw hizo con "la iglesia fabiana del futuro", ya que en ella también se encuentra la teoría de la plusvalía:

“Porque si es una propiedad común de todas las mercancías venderse a un precio superior a su costo de producción, siendo el trabajo la única excepción, ya que siempre se vende al costo de producción [...] Por lo tanto, la ganancia adicional resultante para el capitalista, o la clase capitalista, surge y solo puede surgir, en última instancia, del hecho de que el trabajador, después de reproducir el equivalente al precio de su fuerza de trabajo, debe producir un producto adicional por el que no se le paga”.

Conrad Schmidt intentó “reconciliar los detalles de la formación de los precios de mercado con ambos la ley del valor y con la tasa media de ganancia”, sosteniendo que los excedentes acumulados se intercambian en proporción a las sumas de capital requeridas para su producción. Engels critica que si el capital (trabajo muerto) crea valor como el trabajo vivo, la ley del valor no se aplica; y si no lo hace “la demostración de Schmidt es incompatible con la ley del valor”. Schmidt planteó de que el "valor" es una "ficción necesaria", pero Engels interpretó que a propósitos prácticos es real en la "producción mercantil simple", antes de que capitalismo que "modificara" las relaciones involucradas. Pese al intento fallido de Schmidt, Engels le felicita por “encontrar de forma independiente” la tendencia decreciente de la tasa de ganancia y “la derivación de la ganancia comercial a partir de la plusvalía industrial”. 
Engels también felicita a Peter Fireman por haber señalado que las empresas con composiciones orgánicas más altas venden sus productos por encima de sus valores y que las empresas con composiciones orgánicas bajas venden por encima de sus valores pero "la suma total de precios sigue siendo igual a la suma total de valores", lo cual es el quid de la cuestión (véase Capítulo IX). Se recuerda además que en el método de Marx no hay definiciones cortas, rígidas y concisas. El método dialéctico es relacional, pues un término cambia a medida con diferentes cosas. Se desarrolla "en su proceso histórico o lógico de formación". Marx procedería en el primer tomo, según Engels, de la "producción mercantil simple" como premisa histórica para llegar a la base del capital mismo.
Por otro lado, Engels se burla de la solución de Julius Wolf donde sostiene una relación directa entre un aumento del capital constante y un aumento de la productividad, es decir, plusvalía relativa. Pero no existe relación de un aumento del capital constante a un aumento del plusvalor, por lo que Wolf "no comprende en absoluto, ni de manera relativa ni absoluta, los conceptos de plusvalía relativa o absoluta". 
A continuación Engels ataca enérgicamente la crítica de Achille Loria. Aunque en un principio Loria considera que la “teoría marxista de la plusvalía es absolutamente incompatible con la existencia de una tasa general igual de ganancia”, tras la publicación del segundo tomo Loria cambió de parecer y consideró resolverlo en la capacidad del capital comercial para absorber plusvalía generada por el capital industrial, gracias a lo cual progresaría la dichosa nivelación. Esta respuesta es insatisfactoria para Engels porque Loria no explicó cómo el capital comercial obtuvo “el poder mágico” para “exprimir a los industriales su ganancia extra por encima de la tasa media de ganancia, y retenerla en su propio bolsillo”.
Por último, la solución matemática que propuso Georg Christian Stiebeling ya que parte de la premisa que todas las empresas obtienen la misma suma de plusvalía, lo cual "da por sentado precisamente lo que se trata de demostrar", y si no fuera el caso "todo su cálculo se viene a tierra". La defensa de Stiebeling contra las críticas de Engels incluía dos cartas abiertas enviadas al New Yorker Volkszeitung y Die Neue Zeit.

### Postfacio de Engels
Poco antes de morir, Engels escribió dos artículos sobre el tomo III para la revista Die Neue Zeit de Karl Kautsky. El segunda de ellos, "Sobre la Bolsa", sólo se completó un esbozo, pero el primero, "Ley del valor y tasa de ganancia", está completo. Estos artículos se publicaron posteriormente como apéndice al prólogo del tercer tomo en 1893. Sus intentos de presentar la obra de Marx lo más fiel posible fueron criticados, siendo preferido "sacrificar la autenticidad del texto a la comodidad del lector". Engels se negó porque "un hombre como Marx tiene el derecho de que se lo oiga personalmente" pero tuve que intervenir para "eliminar dificultades de comprensión" y "adicionar algunos importantes datos complementarios".
A continuación, Engels responde las nuevas críticas de la obra. Menciona positivamente la reseña de Conrad Schmidt, quien sostiene que "la demostración de cómo, al deducir la ganancia media del plusvalor, Marx responde por primera vez a la interrogante, ni siquiera planteada por la economía precedente, respecto a cómo se determina el nivel de esa tasa media de ganancia, y cómo es que la misma es del 10 ó 15%, digamos, y no del 50 ó 100%". También se refiere al economista Werner Sombart, quien Engels considera el primer profesor alemán en entender a Marx. Este afirmó que el valor "no es un hecho empírico, sino lógico" y "no se manifiesta en la relación de intercambio de las mercancías producidas de manera capitalista". El valor desempeñaría ningún papel es sólo una especie de “ley natural” con una función reguladora, "la forma histórica específica en la que se impone de manera determinante la fuerza productiva del trabajo". Schmidt por otro lado consideró a la ley del valor como una "hipótesis científica" o una "ficción cabal". 
Engels critica de nuevo a Loria, quien sostuvo, como Eugen von Böhm-Bawerk, que los valores son iguales a los precios, determinados por la oferta y la demanda. Engels “apenas se molesta en responder a la representación de Loria" que considera "como algo absurdo”. Engels respondió que Loria confundía plusvalor con ganancia y respecto al problema de la transformación cita el tercer tomo:

"Toda esta dificultad se produce por el hecho de que las mercancías no simplemente se intercambian como mercancías, sino como producto de capitales que exigen una participación en la masa global del plusvalor, una participación proporcional a la magnitud de los capitales, o igual en caso de tratarse de capitales de igual magnitud".

Engels detalla que la "ley del valor" marxista del primer tomo y los precios "transformados" del tercer tomo se aplicaban a diferentes períodos de la historia económica. En particular, la "ley del valor" habría prevalecido en las economías de intercambio precapitalistas o "producción mercantil simple", desde Babilonia hasta el siglo XV, mientras que los precios "transformados" se habrían materializado bajo el capitalismo. La transformación de valores a precios se denomina como problema de la transformación y es motivo de debate en economía y dentro del marxismo. Respuestas a este problema ya se encuentran en los Grundrisse y Teorías de la plusvalía de Marx.
Finalmente concluye con la visión de Marx sobre la bolsa de valores en el “tomo III, sección quinta, en especial del capítulo [XXVII]”.

### Sección 1:La transformación del plusvalor en ganancia y de la tasa de plusvalor en tasa de ganancia
Marx investigó se investigó el proceso de producción capitalista sin "las influencias secundarias de circunstancias que le son ajenas" en el tomo I y "el proceso de circulación" en el tomo II, que ·en su conjunto, es una unidad de los procesos de producción y circulación". El tomo III, por otro lado, se estudia las "formas concretas" que los capitales "se manifiestan en la superficie de la sociedad" enfrentándose entre si "en la competencia y en la conciencia habitual de los propios agentes de la producción".

#### Capítulo I. Precio de costo y ganancia

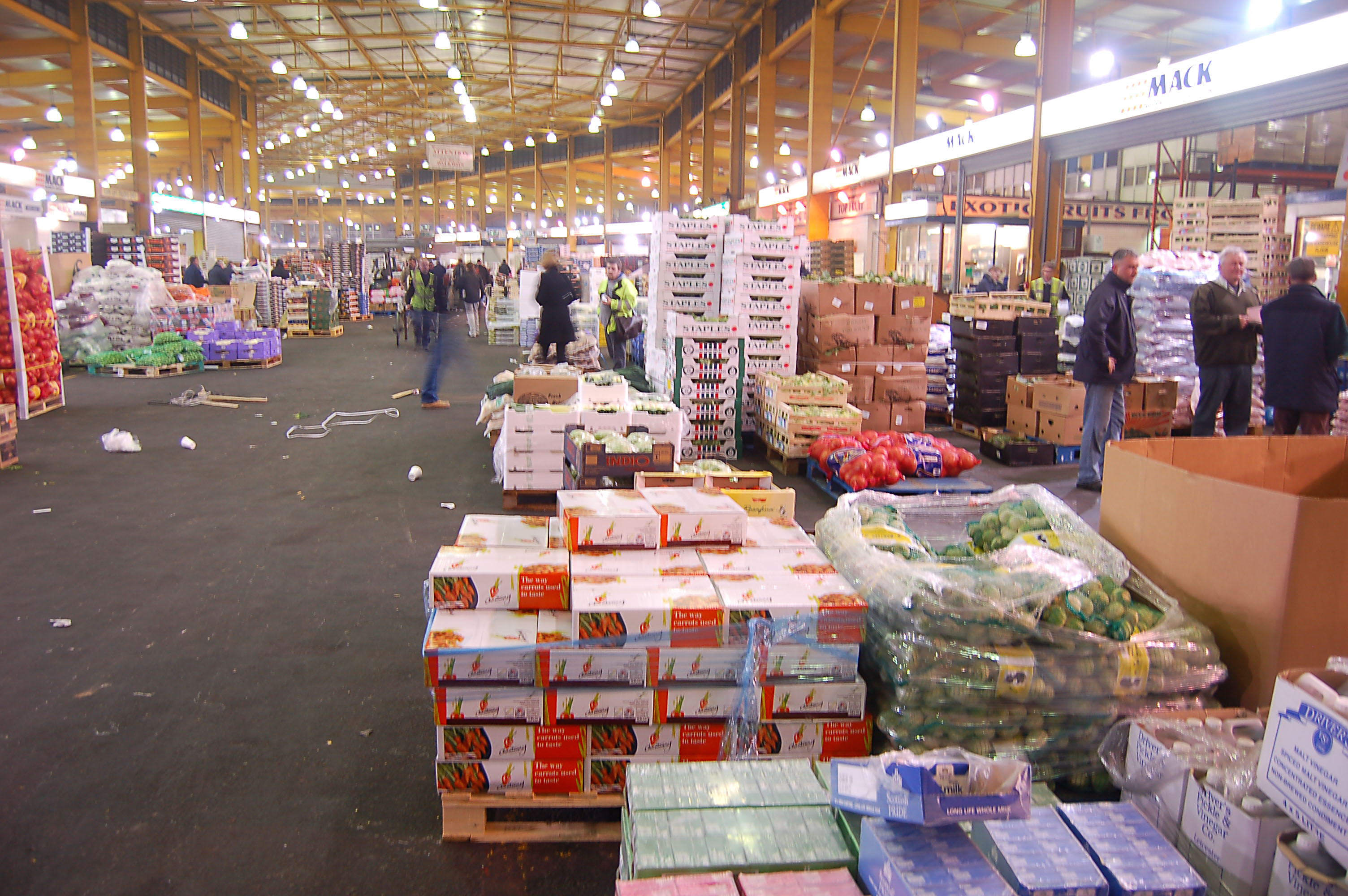
Marx asume en el tomo III el valor de las mercancías como la suma del precio de costo más ganancias.

Marx parte que el valor económico de una mercancía ({\displaystyle M}) es igual a la suma del capital constante ({\displaystyle c}), el capital variable ({\displaystyle v}) y el plusvalor ({\displaystyle pv}).
{\displaystyle M=c+v+pv}
Este valor no corresponde al coste de producción, que es “lo que le cuesta la mercancía al capitalista”, es decir, solo la suma del capital constante y el variable del cual se embolsa el capitalista el plusvalor. Luego la fómula anterior cambia a "precio de costo" ({\displaystyle pc}) o "valor mercantil" más plusvalor.
{\displaystyle M=pc+pv}
El precio de costo de la mercancía es menor que su valor pero "en coyunturas particulares del mercado, el precio de venta de las mercancías puede descender hasta su precio de costo e inclusive por debajo del mismo". Por otro lado, el plusvalor asume la forma "mistificada" o "trasmutada de la ganancia" ({\displaystyle g}) o beneficio económico de un "excedente sobre el precio de costo", al "igual que en el libro I aparecía el salario como forma mistificada del valor de la fuerza de trabajo" (Guerrero, 2015, p. 160). Entonces, "valor de la mercancía = precio de costo + ganancia".
{\displaystyle M=pc+g}

#### Capítulo II. La tasa de ganancia
La fórmula general del capital es {\displaystyle D-M-D'}, donde se invierte una suma de valor para extraer una suma mayor. "El proceso que genera esa suma de valor mayor es la producción capitalista; el proceso que la realiza es la circulación del capital". 
"El valor contenido en la mercancía es igual al tiempo de trabajo que cuesta su producción, y la suma de ese trabajo consta de trabajo pago y trabajo impago. Para el capitalista, en cambio, los costos de la mercancía sólo consisten en la parte del trabajo objetivado en ella por la cual ha pagado. El plustrabajo contenido en la mercancía no le cuesta nada al capitalista, aunque al obrero le cuesta trabajo [...] La ganancia del capitalista proviene de que tiene para vender algo por lo cual no ha pagado nada".
Como se señaló anteriormente "el plusvalor, o en su caso la ganancia, consiste precisamente en el excedente del valor mercantil por encima de su precio de costo". El capitalista, quien tiene "la posesión de estos medios de producción" a diferencia de trabajadores asalariados, "sólo puede explotar el trabajo mediante el adelanto del capital constante", el cual coincide con el capital variable "en forma equitativa en su representación", determinado por el capital global ({\displaystyle C}, es decir {\displaystyle c+v}) , "no por la tasa del plusvalor" ({\displaystyle pv/v}), "sino por la tasa de la ganancia" ({\displaystyle pv/C=pv/c+v}).
"En los hechos la ganancia es la forma en la cual se manifiesta el plusvalor, y este último sólo puede ser deducido por análisis a partir de la primera". 
Aunque la ganancia "se origina en el proceso directo de la producción, sólo se realiza en el proceso de la circulación" (analizados en el tomo II) "y adquiere la apariencia de emanar del proceso de la circulación" y "fuente autónoma del plusvalor", como sostuvieron los economistas John Ramsay McCulloch, Thomas Malthus, Nassau William Senior y Robert Torrens. La "la tasa de ganancia difiere numéricamente de la tasa del plusvalor" pero "la ganancia es no obstante una forma trasmutada del plusvalor". La forma en la que el plusvalor se convierte en ganancia es una "inversión de sujeto y objeto" del proceso productivo, donde "el valor, el trabajo pretérito, que domina al trabajo vivo, se personifica en el capitalista" mientras que en y "el obrero aparece como una fuerza de trabajo meramente objetiva, como una mercancía" (véase Reificación).
"Al aparecer todas las partes del capital como fuentes por igual del valor excedente (ganancia), se mistifica la relacion del capital".

#### Capítulo III. Relación entre la tasa de ganancia y la tasa de plusvalor
Marx explica en capítulo anterior que "sin la tasa de plusvalor no se puede entender la tasa de ganancia" (Guerrero, 2015, p. 161) ya que "no existe una relación interna y necesaria entre el valor del capital constante" y tampoco entre el capital global y el plusvalor. Se resume que "la tasa de ganancia" ({\displaystyle g'}) "es a la tasa de plusvalor" ({\displaystyle pv'}) "como el capital variable al capital global". Entonces:
{\displaystyle g'=pv'{v \over C}=pv'{v \over c+v},}
{\displaystyle {\text{ecuación que puede expresarse en la siguiente proporción:}}}
{\displaystyle g':pv'=v:C}
En esta fórmula, la cual "sólo es estrictamente correcta cuando se aplica a un solo período de rotación del capital variable", se asume que el "valor del dinero" es constante. En una rotación anual se sustituiría por la {\displaystyle pv'} por  {\displaystyle pv'\cdot n}, "siendo {\displaystyle n} el número de rotaciones del capital variable en el término de un año". También se asume "la productividad del trabajo" como constante cuando en realidad la "composición orgánica del capital" de cada ramo de la industria "expresa en todos los casos un grado determinado de productividad del trabajo" (véase El capital, tomo I. Sección 4: La producción del plusvalor relativo). Marx se dedica a exponer matemáticamente distintas situaciones posibles de estas fórmulas en distintas situacioanes. Finalmente concluye que, "la tasa de ganancia resulta determinada por dos factores principales: la tasa de plusvalor y la composición de valor del capital". Luego la "tasas de ganancia de dos capitales o de un mismo y único capital en dos estados sucesivos diferentes" son:
Son iguales:
1. en caso de igual composición porcentual de los capitales e igual tasa de plusvalor.
2. en caso de diferente composición porcentual y diferente tasa de plusvalor, [...] cuando en ambos casos los factores {\displaystyle pv'}y {\displaystyle v} se hallan en relación inversamente proporcional.

Son diferentes:
1. en caso de igual composición porcentual, cuando las tasas de plusvalor son desiguales, cuando se hallan en la misma relación que las tasas de plusvalor.
2. en caso de igual tasa de plusvalor y diferente composición porcentual, cuando se hallan en la misma relación que las partes variables del capital.
3. en caso de diferente tasa de plusvalor y de diferente composición porcentual, cuando se hallan en la misma relación que los productos {\displaystyle pv'} {\displaystyle v} es decir como las masas de plusvalor calculadas en su relación porcentual con el capital global.

#### Capítulo IV. Influencia de la rotación sobre la tasa de ganancia

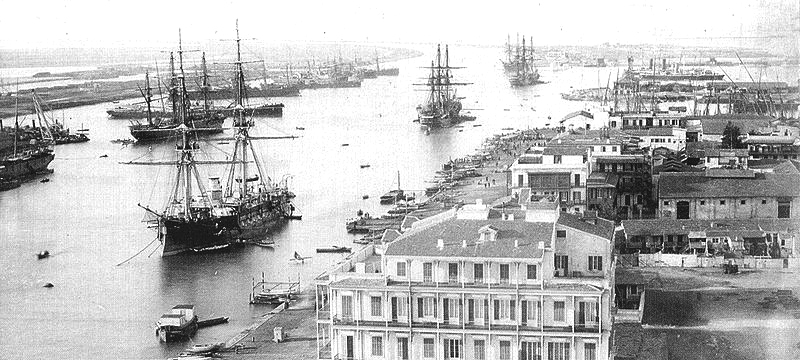
El canal de Suez permitió la reducción del tiempo de circulación de mercancías y el aumento de ganancias.

Este capítulo es un apéndice de Engels en donde se recuerda que en el tomo II ya se planteó la influencia de la rotación en la producción del plusvalor, "y en consecuencia también sobre la de ganancia". Dado el" lapso necesario para la rotación, no es posible utilizar todo el capital a la vez en la producción", luego parte del capital se halla "en barbecho, sea en forma de capital dinerario, de reservas de materias primas, de capital mercantil terminado pero no vendido aún o de deudas activas no vencidas todavía". Cuanto menor sea el tiempo de rotación (por ejemplo, reduciendo el tiempo de producción mendiante "el progreso de la industria" o el tiempo de circulación con "mejores comunicaciones"), menor será el capital en barbecho y mayor será la masa del plusvalor y la ganancia.
"[P]ara capitales de igual composición porcentual, siendo iguales la tasa de plusvalor y la jornada de trabajo, las tasas de ganancia de dos capitales guardarán entre sí una relación inversa a sus tiempos de rotación. Si la composición, o la tasa de plusvalor, o la jornada laboral o el salario no son iguales en los dos casos comparados, ello ocasionará asimismo otras diferencias en la tasa de ganancia; pero éstas son independientes de la rotación".
Partiendo de la fómula del capítulo anterior, la tasa de ganancia {\displaystyle (g'=pv'\cdot v/C)} es válida solo cuando se representa en ella {\displaystyle pv} como "el plusvalor producido en un período de rotación del capital variable". Para que la fómula de  la tasa de ganancia anual sea exacta "debemos multiplicar {\displaystyle pv'}, la tasa de plusvalor o, lo que arroja el mismo resultado, la parte variable del capital {\displaystyle v}, contenida en {\displaystyle C} por {\displaystyle n}, número de rotaciones de ese capital variable en el año". Entonces:
{\displaystyle g'=pv'n{v \over C}}
En un hipotético capital I de "10.000 de capital fijo, cuyo desgaste anual es del 10% = 1.000, 500 de capital constante circulante y 500 de capital variable", en un periodo de 10 rotaciones es del 45,45% mientras que en un periodo de 5 rotaciones la tasa de ganancia es del 22.73%. "La tasa de ganancia habrá descendido a la mitad porque se ha duplicado el tiempo de rotación".

#### Capítulo V. Economía en el empleo del capital constante
"[El] desarrollo de la fuerza productiva siempre se remonta, en última instancia, al carácter social del trabajo puesto en acción; a la división del trabajo dentro de la sociedad; al desarrollo del trabajo intelectual, en especial el de las ciencias naturales. Lo que en este caso aprovecha el capitalista son las ventajas de todo el sistema de la división social del trabajo."

### Sección 2:Cómo se convierte la ganancia en ganancia media

#### Capítulo VIII. Diferente composición de los capitales en diversos ramos de la producción, y la consiguiente diferencia entre las tasas de ganancia

La transformación de valores a precios comerciales y de plusvalor en ganancias llevó a Marx a teorizar sobre los "precios de producción".

"Hemos demostrado, pues, que en diversos ramos de la industria, en correspondencia con la diferente composición orgánica de los capitales, y dentro de los límites indicados también en correspondencia con sus diferentes tiempos de rotación, prevalecen tasas desiguales de ganancia [...] Lo expuesto vale sobre la base que, en general, ha sido hasta ahora el fundamento de nuestro desarrollo: la de que las mercancías se vendan a sus valores. Por otra parte, no cabe duda alguna de que, en la realidad, [...] la diferencia entre las tasas medias de ganancia para los diversos ramos de la industria no existe ni podría existir sin abolir todo el sistema de la producción capitalista. Por tanto, pareciera que la teoría del valor resulta incompatible [...] con los fenómenos efectivos de la producción, y que por ello debe renunciarse en general a comprender estos últimos".
"En el precio de costo desaparece para el capitalista la diferencia entre capital variable y constante. [...] Los precios de costo son los mismos para desembolsos de capital de igual magnitud en diferentes esferas, por muy diferentes que puedan ser los valores y plusvalores producidos. Esta igualdad de los precios de costo constituye la base de la competencia de las inversiones de capital, mediante las cuales se establece la ganancia media."

#### Capítulo IX. Formación de una tasa general de ganancia (tasa media de ganancia) y transformación de los valores mercantiles en precios de producción
Marx ilustra el problema teórico de la existencia de una tasa de ganancia media entre de empresas con distinta composición orgánica de capital y la transformación de los valores en precios de producción con esta tabla de cinco sectores de producción I, II, III, IV y V con diferentes composiciones asumiendo "que todo el capital fijo rota en un año (lo que equivale a suponer que sólo hay capital circulante)" (Guerrero, 2015, p. 167):
| Sector | Composición orgánica del capital | Tasa de explotación | Plusvalor | Tasa de ganancia | Tasa de ganancia media | Valor de la mercancía | Precios del costo | Precios de producción | Desviación de precio |
| ------ | -------------------------------- | ------------------- | --------- | ---------------- | ---------------------- | --------------------- | ----------------- | --------------------- | -------------------- |
| I      | 80C + 20V                        | 100%                | 20        | 20%              | 22%                    | 90                    | 70                | 92                    | + 2                  |
| II     | 70C + 30V                        | 100%                | 30        | 30%              | 22%                    | 111                   | 81                | 103                   | - 8                  |
| III    | 60C + 40V                        | 100%                | 40        | 40%              | 22%                    | 131                   | 91                | 113                   | - 18                 |
| IV     | 85C + 15V                        | 100%                | 15        | 15%              | 22%                    | 70                    | 55                | 77                    | + 7                  |
| V      | 95C + 5V                         | 100%                | 5         | 5%               | 22%                    | 20                    | 15                | 37                    | + 17                 |

"Distribuyendo de manera uniforme este plusvalor" Marx cree haber resuelto el problema encontrando un compromiso entre la teoría del valor-trabajo y la tasa de ganancia proporcional al nivel de capital invertido: las empresas que han invertido 100 unidades de capital tienen todas una tasa de ganancia media igual a 22%. La suma de las ganancias coincide con la suma de los plusvalores. A su vez se puede notar que {\displaystyle 2-8-18+7+17=0}, por lo que las desviaciones se compensan entre sí. Los precios originados de la tasa de ganancia media y los precios de costo, son los "precios de producción".
"En los libros I y II sólo hemos tenido que vérnoslas con los valores de las mercancías. Por un lado, se ha separado el precio de costo como una parte de dicho valor, y por el otro se ha desarrollado el precio de producción de la mercancía en cuanto forma trasmutada del valor."
Según Karl Marx, la tasa general de ganancia se genera por la competencia y la reasignación de capital de distintos sectores . Los capitalistas "se conducen como meros accionistas de una sociedad por acciones". De hecho, dado que el beneficio se genera únicamente con el trabajo, una empresa con un uso muy intensivo de capital genera una tasa de ganancia baja, mientras que una empresa con un uso muy intensivo de mano de obra genera una tasa de ganancia más alta. Los capitalistas de la empresa con una tasa de ganancia baja reasignarán su capital hacia la empresa con una tasa de ganancia alta, la reasignación de capital inducirá una modificación de la distribución de beneficios hasta que las tasas de beneficio de todas las empresas sean todas iguales. Entonces, algunos capitalistas "no rescatan el plusvalor, y por ende la ganancia, producido en su propia esfera durante la producción" sino parte de él. La ganancia agregada al precio de costo es "independiente de su esfera peculiar de producción", es una "parte alícuota del capital social global empleado en la producción global, en promedio, durante un lapso dado".
"En general, con una composición del capital social medio = {\displaystyle mc+nv}, siendo {\displaystyle m} y {\displaystyle n} magnitudes constantes y {\displaystyle m+n=100}, entonces {\displaystyle (m+x)c+(nx)D} representará la composición alta, mientras que {\displaystyle (mx)c+(n+x)v} representará la composición baja de un capital individual o de un grupo de capitales. La forma en que funcionan estos capitales, una vez establecida la tasa media de ganancia y en el supuesto de una rotación única en el año, lo demuestra el siguiente cuadro sinóptico, en el cual 1.) representa la composición media, siendo de ese modo la tasa media de ganancia = 20 %.
1. ) {\displaystyle 80c+20v+20pv}. Tasa de ganancia = 20 %.
  - Precio del producto = 120. Valor = 120.

2. ) {\displaystyle 90c+10v+10pv}. Tasa de ganancia = 20 %.
  - Precio del producto = 120. Valor = 110.

3. ) {\displaystyle 70c+30v+30pv}. Tasa de ganancia = 20 %.
  - Precio del producto = 120. Valor = 130.

Por tanto, en el caso de las mercancías producidas por el capital 2, su valor sería inferior a su precio de producción, y en el de las mercancías producidas por el capital 2 el precio de producción sería menor que el valor; sólo en el caso de los capitales 1 de los ramos de la producción cuya composición es, casualmente, la misma del promedio social, el valor y el precio de producción serían iguales. Por lo demás, al aplicar estas caracterizaciones a determinados casos, hay que tener en cuenta, naturalmente, hasta dónde es no una diferencia en la composición técnica, sino un mero cambio de valor de los elementos del capital constante, el que hace que la proporción entre {\displaystyle c} y {\displaystyle v} diverja del promedio general."
"La fórmula de que el precio de producción de una mercancía es {\displaystyle =pc+g}, es decir que es igual al precio de costo más la ganancia, se ha definido ahora más exactamente en el sentido de que {\displaystyle g=pcg'} (siendo {\displaystyle g'} la tasa general de la ganancia, y por consiguiente el precio de producción es {\displaystyle =pc+pcg'}".
El precio de producción puede "experimentar cambios de magnitud", ya sea " a causa de un cambio en la tasa general de ganancia" o "mediante un cambio de valor" o ambas. Así, "la ley del valor se sigue cumpliendo" en los precio de producción (Guerrero, 2015, p. 161). Aun así, Marx advierte: 
"Puesto que el precio de producción puede divergir del valor de la mercancía, también el precio de costo de una mercancía, en el cual se halla comprendido este precio de producción de otra mercancía, puede hallarse por encima o por debajo de la parte de su valor global formado por el valor de los medios de producción que entran en ella. Es necesario recordar esta significación modificada del precio de costo, y no olvidar, por consiguiente, que si en una esfera particular de la producción se equipara el precio de costo de la mercancía al valor de los medios de producción consumidos para producirla, siempre es posible un error".

#### Capítulo X. Nivelación de la tasa general de ganancia por la competencia. Precios de mercado y valores de mercado. Plusganancia
"La competencia distribuye el capital de la sociedad entre las diversas esferas de la producción de tal suerte que los precios de producción se forman en cada una de las esferas según el modelo de los precios de producción en esas esferas de composición media, es decir {\displaystyle =pc+pcg'} (precio de costo más el producto de la tasa media de ganancia por el precio de costo). Pero esta tasa media de ganancia no es otra cosa que la ganancia porcentualmente calculada en esa esfera de composición media, es decir donde la ganancia coincide con el plusvalor. Por consiguiente, la tasa de ganancia es la misma en todas las esferas de la producción, es decir se nivela según aquellas de dichas esferas medias de la producción en las cuales impera la composición media del capital."
"[L]a tasa media de ganancia no puede ser otra cosa que la ganancia sobre el capital social medio, cuya suma es igual a la suma de los plusvalores, y que los precios alcanzados en virtud del agregado de esa ganancia media a los precios de costo no pueden ser otra cosa que los valores transformados en precios de producción. [...] La ganancia media se calcularía entonces con arreglo a la parte del capital social que entra en el proceso de nivelación. Está claro que la ganancia media no puede ser otra cosa que la masa global del plusvalor, distribuida entre las masas de capital de cada esfera de producción en proporción a sus magnitudes. Es el total del trabajo impago realizado y esa masa global se representa, lo mismo que el trabajo inanimado y vivo pagos, en la cantidad global de mercancías y dinero que corresponde a los capitalistas".
"Aun prescindiendo del hecho de que los precios y su movimiento son regidos por la ley del valor, es totalmente apropiado considerar los valores de las mercancías no sólo teóricamente, sino también históricamente, como el prius [lo previo, el antecedente] de los precios de producción".
"El intercambio o venta de las mercancías a su valor es lo racional, la ley natural de su equilibrio; a partir de ella pueden explicarse las divergencias, y no a la recíproca, la ley a partir de éstas."
"Si dos fuerzas actúan de igual manera en sentido opuesto, se anulan mutuamente, no tienen acción exterior, y los fenómenos que ocurren bajo tales circunstancias deben explicarse de otro modo que mediante la intervención de esas dos fuerzas. Cuando la oferta y la demanda se anulan mutuamente, dejan de explicar nada, no actúan sobre el valor de mercado, y con más razón aun nos dejan a oscuras en cuanto a por qué el valor de mercado se expresa precisamente en esta suma de dinero y no en otra. Las leyes internas reales de la producción capitalista obviamente no pueden explicarse a partir de la interacción [...] Por ello, la relación entre oferta y demanda sólo explica, por una parte, las divergencias de los precios de mercado con respecto a los valores de mercado, y por la otra la tendencia a la anulación de esta divergencia [...] Así como la oferta y la demanda determinan el precio de mercado, por su parte el precio de mercado, y en análisis ulterior el valor de mercado, determinan la oferta y la demanda".
"Comoquiera que estén regulados los precios, resulta lo siguiente:
1. ) La ley del valor rige su movimiento, al hacer que la disminución o el aumento del tiempo de trabajo requerido para la producción haga aumentar o disminuir los precios de producción. [...]
2. ) La ganancia media que determina los precios de producción siempre debe ser aproximadamente igual a la cantidad de plusvalor que corresponde a un capital dado como parte alícuota del capital social global. [...] Pero puesto que el valor global de las mercancías regula el plusvalor global, mientras que éste, en cambio, regula el nivel de la ganancia media y por lo tanto de la tasa general de ganancia en cuanto ley general o como ley que rige las oscilaciones, entonces la ley del valor regula los precios de producción".

"En virtud de esta constante emigración e inmigración, en una palabra, mediante su distribución entre las diversas esferas, según que en una disminuya la tasa de ganancia y que en otra aumente, el capital origina una relación entre la oferta y la demanda de naturaleza tal que la ganancia media se torna la misma en las diversas esferas de la producción, y en consecuencia los valores se transforman en precios de producción. El capital logra esta nivelación en mayor o menor grado cuanto más elevado sea el desarrollo capitalista en una sociedad nacional dada, vale decir cuanto más adecuadas al modo capitalista de producción sean las condiciones del país en cuestión".
"El precio de producción incluye la ganancia media. Le hemos dado el nombre de precio de producción; de hecho, es lo mismo que Adam Smith denomina natural price [precio natural], Ricardo, price of production, cost of production [precio de producción, costo de producción], los fisiócratas prix nécessaire [precio necesario] aunque ninguno de ellos haya desarrollado la diferencia entre el precio de producción y el valor, porque a la larga es la condición de la oferta, de la reproducción de la mercancía de cada esfera de la producción en particular. También se comprende por qué los mismos economistas que se revuelven contra la determinación del valor de las mercancías por el tiempo de trabajo, por la cantidad de trabajo contenido en ellas, siempre hablen de los precios de producción como de centros en torno a los cuales oscilan los precios de mercado. Pueden permitírselo porque el precio de producción es una forma ya totalmente enajenada y prima facie no conceptual del valor mercantil, una forma tal como aparece en la competencia, es decir en la conciencia del capitalista vulgar, y que por consiguiente también existe en la de los economistas vulgares.
De nuestro desarrollo se desprendió que el valor de mercado (y todo lo dicho al respecto vale, con las limitaciones necesarias, para el precio de producción) incluye una plusganancia de los que producen bajo las mejores condiciones en cada esfera particular de la producción. Exceptuando los casos de crisis y de sobreproducción, ello rige para todos los precios de mercado, por mucho que puedan divergir de los valores de mercado o de los precios de producción del mercado. Pues en el precio de mercado se halla incluido el que se pague el mismo precio por mercancías del mismo tipo, aunque éstas hayan sido producidas bajo muy diversas condiciones individuales, por lo cual pueden tener precios de costo sumamente diferentes. (No hablamos aquí de las plusganancias, consecuencia de los monopolios en el sentido habitual, artificiales o naturales.)

Pero además también puede originarse una plusganancia cuando ciertas esferas de la producción se hallan en condiciones de sustraerse a la transformación de sus valores mercantiles en precios de producción, y por consiguiente a la reducción de sus ganancias a la ganancia media. En la sección referente a la renta de la tierra tendremos que considerar la configuración ulterior de estas dos formas de la plusganancia".

#### Capítulo XI. Los efectos de las oscilaciones generales del salario sobre los precios de producción
En este capítulo se expone en más detalle la relación de los salarios (capital variable) sobre la tasa de ganancia y, en consecuencia, de los precios de producción presentados en el capítulo anterior.
"Puesto que el precio de producción de las mercancías del capital medio ha permanecido constante, igual al valor del producto, también la suma de los precios de producción de los productos de todos los capitales ha permanecido constante, igual a la suma de los valores producidos por el capital global; el alza por un lado y la baja por el otro se compensan para el capital global al nivel del capital social medio."
"[U]na baja general del salario tiene como consecuencia un aumento general del plusvalor, de la tasa del plusvalor y, bajo circunstancias en lo demás constantes, de la tasa de ganancia, aunque expresada en otra proporción; una disminución de los precios de producción para los productos mercantiles de capitales de composición baja, y precios de producción en aumento para productos mercantiles de capitales de composición alta. Exactamente el resultado inverso del que se daba en un aumento general del salario."
"Si el alza o la baja del salario se deben al cambio de valor de los medios de subsistencia necesarios, sólo puede producirse una modificación de lo arriba expuesto en la medida en que las mercancías cuya modificación de precios hace aumentar o disminuir el capital variable, también entran en el capital constante como elementos constitutivos, y por lo tanto influyen no sólo sobre el salario."

#### Capítulo XII. Consideraciones complementarias
I) Causas que condicionan una modificación en el precio de producción
"El precio de producción de una mercancía sólo puede variar por dos causas:
Primera: Se modifica la tasa general de ganancia. Esto sólo es posible si se modifica la propia tasa media del plusvalor o, permaneciendo constante la tasa media de plusvalor, la proporción entre la suma de los plusvalores apropiados y la suma del capital social global adelantado. [...]
Segunda. La tasa general de ganancia permanece inalterada. Entonces el precio de producción de una mercancía sólo puede variar porque se haya modificado su propio valor; porque se requiere más o menos trabajo para reproducirla a ella misma, sea porque varía la productividad del trabajo que produce la propia mercancía en su forma última, o la del trabajo que producen las mercancías que entran en su producción."
"Hemos visto cómo la divergencia de los precios de producción con respecto a los valores se origina en que:
1) al precio de costo de una mercancía se le agrega no el plusvalor contenido en ella, sino la ganancia media;

2) el precio de producción de una mercancía, que diverge de ese modo con respecto al valor, entra como elemento en el precio de costo de otras mercancías, por lo cual en el precio de costo de una mercancía se puede hallar contenida ya una divergencia con respecto al valor de los medios de producción consumidos en ella, al margen de la divergencia que pueda sumarse para ella misma en virtud de la diferencia entre ganancia media y plusvalor".
"Hemos dicho que la competencia nivela las tasas de ganancia de las diversas esferas de producción para formar la tasa media de ganancia, y precisamente de ese modo convierte los valores de los productos de esas diferentes esferas en precios de producción. Y ello ocurre en virtud de la continua trasferencia de capital de una esfera a la otra, en la cual momentáneamente la ganancia se halla por encima del promedio; para lo cual entran en consideración, no obstante, las oscilaciones de las ganancias [...] Este movimiento de los capitales siempre resulta ocasionado, principalmente, por la situación de los precios de mercado, que en un caso elevan las ganancias por encima del nivel general del promedio, mientras que en otro las deprimen por debajo del mismo".
"[L]o que no muestra la competencia es la determinación del valor que domina el movimiento de la producción; son los valores que se hallan detrás de los precios de producción y que los determinan en última instancia. En cambio, la competencia exhibe: 
1. ) las ganancias medias, que son independientes de la composición orgánica del capital en las diversas esferas de la producción, y en consecuencia también de la masa del trabajo vivo apropiada por un capital dado en una esfera dada de la explotación;
2. ) un alza y una baja de los precios de producción como consecuencia de cambios en el nivel del salario, fenómeno este que, a primera vista, contradice diametralmente la relación de valor de las mercancías,
3. ) oscilaciones de los precios de mercado que reducen el precio medio de mercado de las mercancías en un período dado, no al valor de mercado, sino a un precio de producción de mercado muy diferente, divergente de ese valor de mercado.

Todos estos fenómenos parecen contradecir igualmente la determinación del valor mediante el tiempo de trabajo, así como la naturaleza del plusvalor, compuesto de plustrabajo impago. Por lo tanto, en la competencia todo se presenta invertido. La figura acabada de las relaciones económicas, tal como se muestra en la superficie, en su existencia real, y por ende también en las ideas mediante las cuales los portadores y agentes de estas relaciones tratan de cobrar clara conciencia a su respecto, difiere mucho y es de hecho inversa, antitética a su figura medular interior, esencial pero encubierta, y al concepto que le corresponde".

### Sección 3:Ley de la tendencia decreciente de la tasa de ganancia

#### Capítulo XIII. La ley en cuanto tal

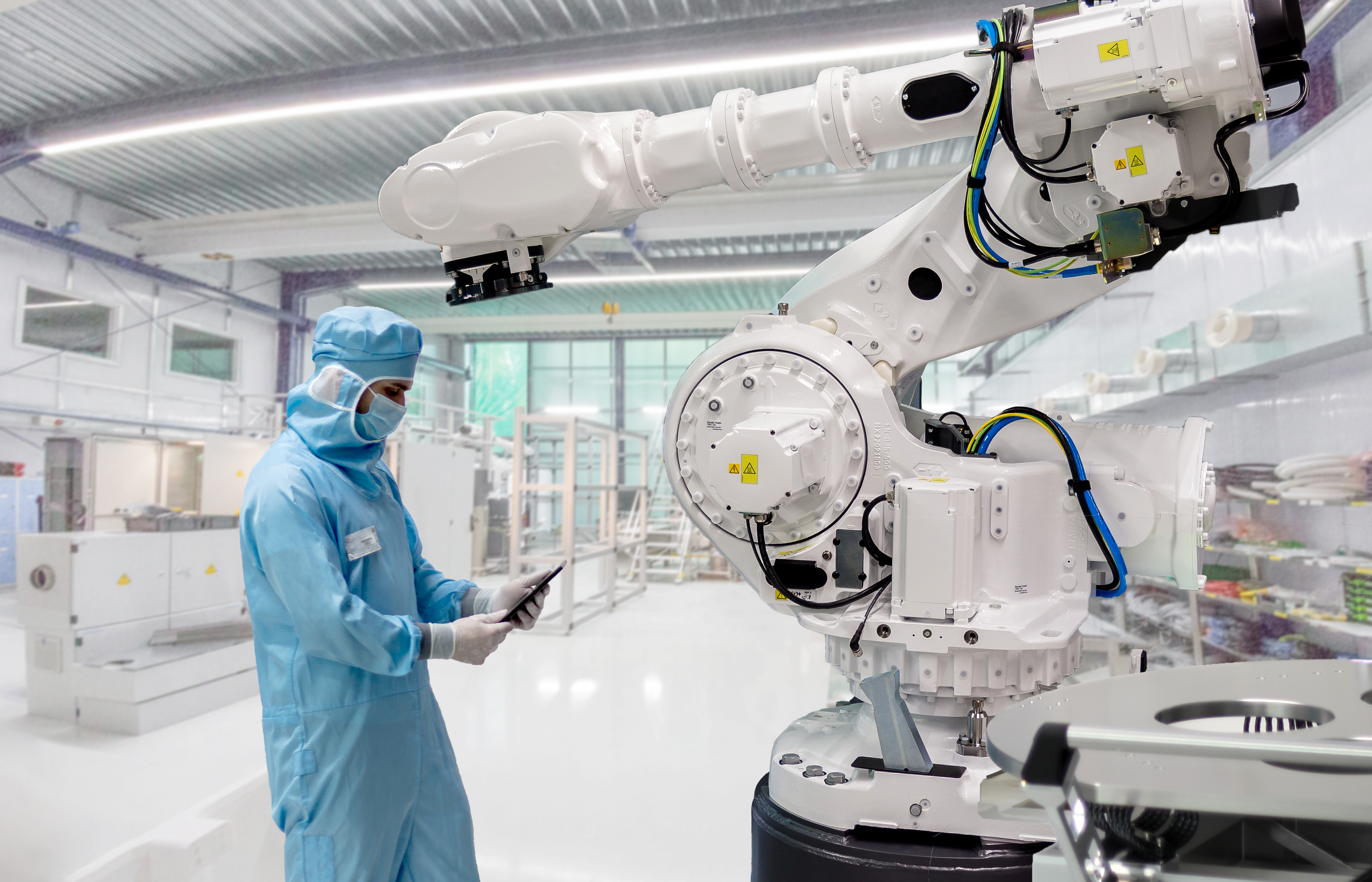
El progresivo aumento de la inversión del capital constante sobre el variable produce, según el análisis de Marx, que las ganancias disminuyan (véase Automatización).

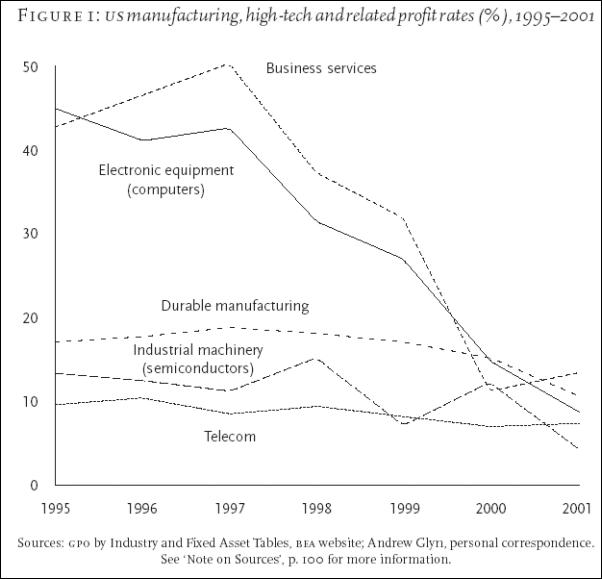
Fluctuaciones de la tasa de ganancia entre 1995-2001 en EE.UU. por industria. Fuente: Andrew Glyn y Robert Brenner.

En la crítica de Marx a la economía política, el valor de una mercancía es la cantidad de tiempo de trabajo socialmente necesario para producirla. Marx argumentó que la innovación tecnológica permitió medios de producción más eficientes. A corto plazo, la productividad física aumentaría como resultado, lo que permitiría a los capitalistas de adopción temprana producir mayores valores de uso (es decir, producción física). A largo plazo, si la demanda sigue siendo la misma y se adoptan métodos más productivos en toda la economía, la cantidad de trabajo necesaria (como proporción del capital, es decir, la composición orgánica del capital) disminuiría. Ahora bien, suponiendo que el valor está ligado a la cantidad de trabajo necesario, el valor de la producción física disminuiría en relación con el valor del capital de producción invertido. En respuesta, la tasa media de ganancia industrial tendería a disminuir a largo plazo.
"Con un salario y una jornada laboral dados, un capital variable, por ejemplo de 100, representa un número determinado de obreros puestos en movimiento: es el índice de ese número. Sea, por ejemplo, £ 100 el salario de 100 obreros, digamos que por una semana. Si esos 100 obreros efectúan tanto trabajo necesario como plustrabajo, es decir si trabajan diariamente tanto tiempo para sí mismos o sea para la reproducción de su salario como para el capitalista esto es, para la producción de plusvalor , su producto de valor global sería = £ 200 y el plusvalor por ellos generado ascendería a £ 100. La {\displaystyle pv} tasa de plusvalor sería = 100%. Sin embargo, y v tal como hemos visto, esa tasa del plusvalor se expresaría en tasas de ganancia sumamente diversas según los diversos volúmenes del capital constante {\displaystyle c} y, por ende, del capital {\displaystyle pv} global {\displaystyle C}, puesto que la tasa de ganancia = {\displaystyle C}.
Siendo la tasa de plusvalor del 100%:
- Si {\displaystyle c=50} y {\displaystyle v=100}, entonces {\displaystyle g'=100/150==66}⅔%;
- {\displaystyle c=100} y {\displaystyle v=100}, entonces {\displaystyle g'=100/200==50\%};
- {\displaystyle c=200} y {\displaystyle v=100}, entonces {\displaystyle g'=100/300==33}⅓%;
- {\displaystyle c=300} y {\displaystyle v=100}, entonces {\displaystyle g'=100/400==25\%};
- {\displaystyle c=400} y {\displaystyle v=100}, entonces {\displaystyle g'=100/500==20\%}.

Con un grado de explotación constante del trabajo, la misma tasa del plusvalor se expresaría así en una tasa decreciente de ganancia, puesto que con su volumen material aumenta asimismo aunque no en la misma proporción el volumen de valor del capital constante, y por ende del capital global."
La tasa de ganancia disminuyó a largo plazo, argumentó Marx, paradójicamente no porque la productividad disminuyera, sino porque aumentó, con la ayuda de una mayor inversión en equipos y materiales.

#### Capítulo XIV. Causas contrarrestantes

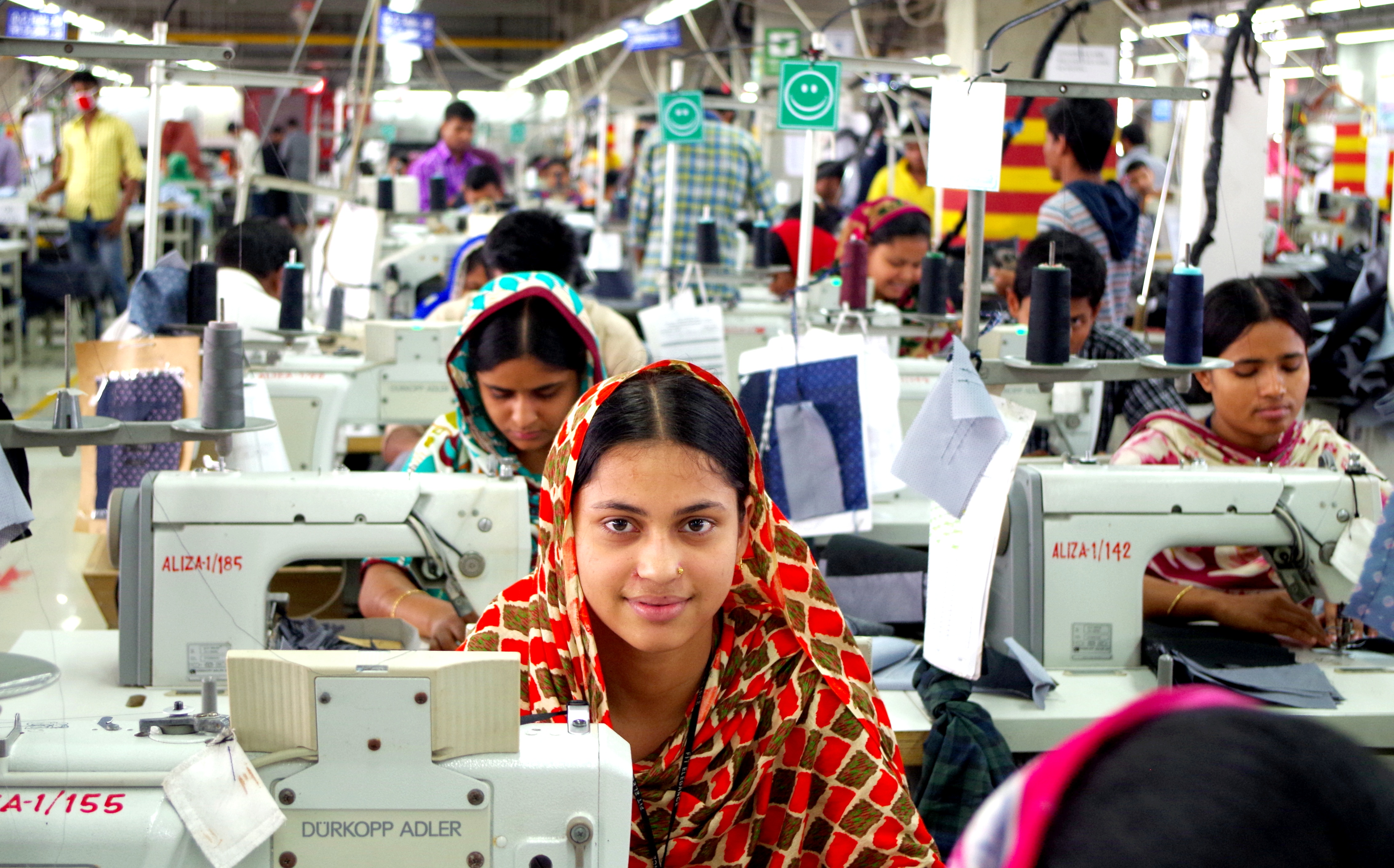
Trabajadoras de una fábrica de ropa en Bangladés. Para Marx, la sobrepoblación, el comercio exterior y el abaratamiento del capital constante y variable son algunas de las medidas preventivas para la caída tendencia de la tasa de ganancia.

Marx consideraba la tendencia decreciente de la tasa de ganancia como una tendencia general en el desarrollo del modo de producción capitalista, y que también hay "factores contrarios" que operan y que también deben ser estudiados. Los factores que lo contrarrestan son factores que normalmente elevarían la tasa de ganancia. En su borrador de manuscrito editado por Friedrich Engels, Marx citó seis de ellos:

1. Explotación más intensa de la mano de obra (aumento de la tasa de explotación de los trabajadores).
2. Reducción de los salarios por debajo del valor de la fuerza de trabajo (tesis del empobrecimiento).
3. Abaratar los elementos del capital constante por diversos medios.
4. El crecimiento de un excedente relativo de población (el ejército industrial de reserva) que permanecía desempleado.
5. Deslocalización de la producción reduciendo el costo de los insumos industriales y bienes de consumo.
6. El aumento de la utilización del capital social por parte de las sociedades anónimas, que recae en otras parte de los costes de utilización del capital en la producción.

Sin embargo, Marx pensaba que las tendencias compensatorias no podían, en última instancia, impedir que la tasa media de ganancia en las industrias disminuyera; la tendencia era intrínseca al modo de producción capitalista. Al final, ninguno de los factores concebibles que lo contrarrestan podría detener la tendencia a la caída de los beneficios de la producción.

#### Capítulo XV. Desarrollo de las contradicciones internas de la ley
"[L]a tasa de ganancia siempre expresa la tasa de plusvalor más baja de lo que es. Hemos visto ahora que hasta una tasa creciente de plusvalor tiene la tendencia a expresarse en una tasa declinante de ganancia. La tasa de ganancia sólo sería igual a la tasa del plusvalor cuando c = 0, es decir si todo el capital se desembolsara en salarios. Una tasa decreciente de ganancia sólo indica una tasa decreciente del plusvalor si la relación entre el valor del capital constante y la cantidad de fuerza de trabajo que pone en movimiento a dicho capital constante permanece inalterada, o si ésta ha aumentado con relación al valor del capital constante. [...] 

Una caída de la tasa de ganancia y una acumulación acelerada son expresiones diferentes del mismo proceso sólo en la medida en que ambas reflejan el desarrollo de la productividad. [...] "
"Dada determinada tasa de la ganancia, la masa de la ganancia siempre dependerá de la magnitud del capital adelantado. Pero la acumulación está determinada por la parte de dicha masa que se reconvierte en capital. Sin embargo, esa parte, puesto que es igual a la ganancia menos el rédito consumido por e capitalista, no sólo dependerá del valor de dicha masa, sino también de la baratura de las mercancías que el capitalista puede comprar con ella en parte, de las mercancías que entran en su consumo, en su rédito, y en parte de las que entran en su capital constante."
"La tasa de ganancia disminuye no porque se explote menos al obrero, sino porque en general se emplea menos trabajo en relación con el capital empleado."
"En tanto el desarrollo de la fuerza productiva hace disminuir la parte paga del trabajo empleado, acrecienta el plusvalor porque acrecienta su tasa, pero en la medida en que hace disminuir la masa global del trabajo empleado por un capital dado, hace disminuir el factor del número por el cual se multiplica la tasa del plusvalor para obtener su masa. [...] Por eso, en este aspecto la compensación de la mengua en el número de obreros mediante el incremento del grado de explotación del trabajo encuentra ciertos límites insuperables; por lo tanto puede ciertamente obstaculizar la baja de la tasa de ganancia, pero no anularla."
"Expresada de una manera totalmente general, la contradicción consiste en que el modo capitalista de producción implica una tendencia al desarrollo absoluto de las fuerzas productivas, con prescindencia del valor y del plusvalor encerrado en él, y haciendo abstracción asimismo de las relaciones sociales dentro de las cuales se efectúa la producción capitalista; mientras que, por otra parte, tiene como finalidad la conservación del valor de capital existente y su valorización en medida extrema [...]

Los límite dentro de los cuales únicamente puede moverse la conservación y valorización del valor de capital, las que se basan en la expropiación y empobrecimiento de la gran masa de los productores, esos límites entran, por ello, constantemente en contradicción con los métodos de producción que debe emplear el capital para su objetivo, y que apuntan hacia un aumento ilimitado de la producción, hacia la producción como fin en sí mismo, hacia un desarrollo incondicional de las fuerzas productivas sociales del trabajo. El medio desarrollo incondicional de las fuerzas productivas sociales entra en constante conflicto con el objetivo limitado, el de la valorización del capital existente. Por ello, si el modo capitalista de producción es un medio histórico para desarrollar la fuerza productiva material y crear el mercado mundial que le corresponde, es al mismo tiempo la constante contradicción entre esta su misión histórica y las relaciones sociales de producción correspondientes a dicho modo de producción."
III) Exceso de capital con exceso de población
"La limitación del modo capitalista de producción se manifiesta:
1. ) En el hecho de que el desarrollo de la fuerza productiva del trabajo genera, en el caso de la baja de la tasa de ganancia, una ley que en cierto punto se opone con la mayor hostilidad al propio desarrollo de esa fuerza productiva, por lo cual hay que superarla constantemente por medio de crisis.
2. ) En el hecho de que la apropiación de trabajo impago y la proporción entre ese trabajo impago y el trabajo objetivado en general o, expresado en términos capitalistas, que la ganancia y la proporción entre esa ganancia y el capital empleado es decr, determinado nivel de la tasa de ganancia decidan acerca de si se debe expandir o restringir la producción, en lugar de ser lo decisivo a este respecto la relación entre la producción y las necesidades sociales, las necesidades de los seres humanos socialmente desarrollados."

"La tasa de ganancia, es decir el incremento proporcional de capital es especialmente importante para todas las derivaciones nuevas del capital que se agrupan de manera autónoma. Y en cuanto la formación de capital cayese exclusivamente en manos de unos pocos grandes capitales definitivamente estructurados, para los cuales la masa de la ganancia compensara la tasa de la misma, el fuego que anima la producción se habría extinguido por completo. En ese caso, la producción se adormecería. La tasa de ganancia es la fuerza impulsora en la producción capitalista, y sólo se produce lo que se puede producir con ganancia y en la medida en que pueda producírselo con ganancia."
"Tres hechos fundamentales de la producción capitalista:
1) Concentración de los medios de producción en pocas manos, en virtud de lo cual dejan de aparecer como propiedad de los trabajadores directos, convirtiéndose en cambio en potencias sociales de la producción. Aunque primeramente lo hagan como propiedad privada de los capitalistas. Estos son trustees (síndicos) de la sociedad burguesa, pero embolsan todos los frutos de esta sindicatura.
2) Organización del propio trabajo, en cuanto trabajo social: mediante la cooperación, división del trabajo y combinación del trabajo con las ciencias naturales.
El modo capitalista de producción deroga la propiedad privada y el trabajo privado en esos dos sentidos, aunque lo hace bajo formas antagónicas.
3) Establecimiento del mercado mundial.

La ingente fuerza productiva, en proporción a la población, que se desarrolla dentro del modo capitalista de producción, y el crecimiento, aunque no en la misma proporción, de los valores de capital (no sólo de su sustrato material), que crecen con mucha mayor celeridad que la población, contradice a la base que, en relación con el crecimiento de la riqueza, se torna cada vez más estrecha para la cual opera esta inmensa fuerza productiva, y a las relaciones de valorización de este capital en expansión. De ahí las crisis."

### Sección 4:Cómo se convierte el capital-mercancías y el capital-dinero en capital comercial

#### Capítulo XVII. La ganancia comercial
"Puesto que el propio capital comercial no genera plusvalor alguno, está claro que el plusvalor que le corresponde en la forma de ganancia media, constituye una parte del plusvalor generado por el capital productivo global".
"Pero entre él y los obreros directamente ocupados por el capital industrial debe existir la misma diferencia que existe entre el capital industrial y el capital comercial, y por consiguiente entre el capitalista industrial y el comerciante. Puesto que el comerciante, en cuanto mero agente de la circulación, no produce valor ni plusvalor [...], también es imposible que los trabajadores de comercio a los que ocupa en las mismas funciones puedan crear directamente plusvalor para él. [...]

Lo que depara dificultades con respecto a los asalariados comerciales [...] ya está resuelta mediante el análisis general de la ganancia comercial. Exactamente tal como el capital industrial obtiene ganancias [...], así las obtiene el capital comercial al no pagar por completo al capital productivo el trabajo impago que hay dentro de la mercancía [...], mientras que al vender las mercancías se hace pagar esa parte existente aun dentro de ellas, y que él mismo no ha pagado. La relación del capital comercial para con el plusvalor es diferente a la que guarda con éste el capital industrial. Este último produce el plusvalor por apropiación directa de trabajo ajeno impago. El primero se apropia de una parte de este plusvalor haciendo que el capital industrial le transfiera esa parte."

### Sección 5:Desdoblamiento de la ganancia en interés y ganancia del empresario. El capital a interés

#### Capítulo XXII. División de la ganancia. Tipo de interés. Cuota “natural” del tipo de interés

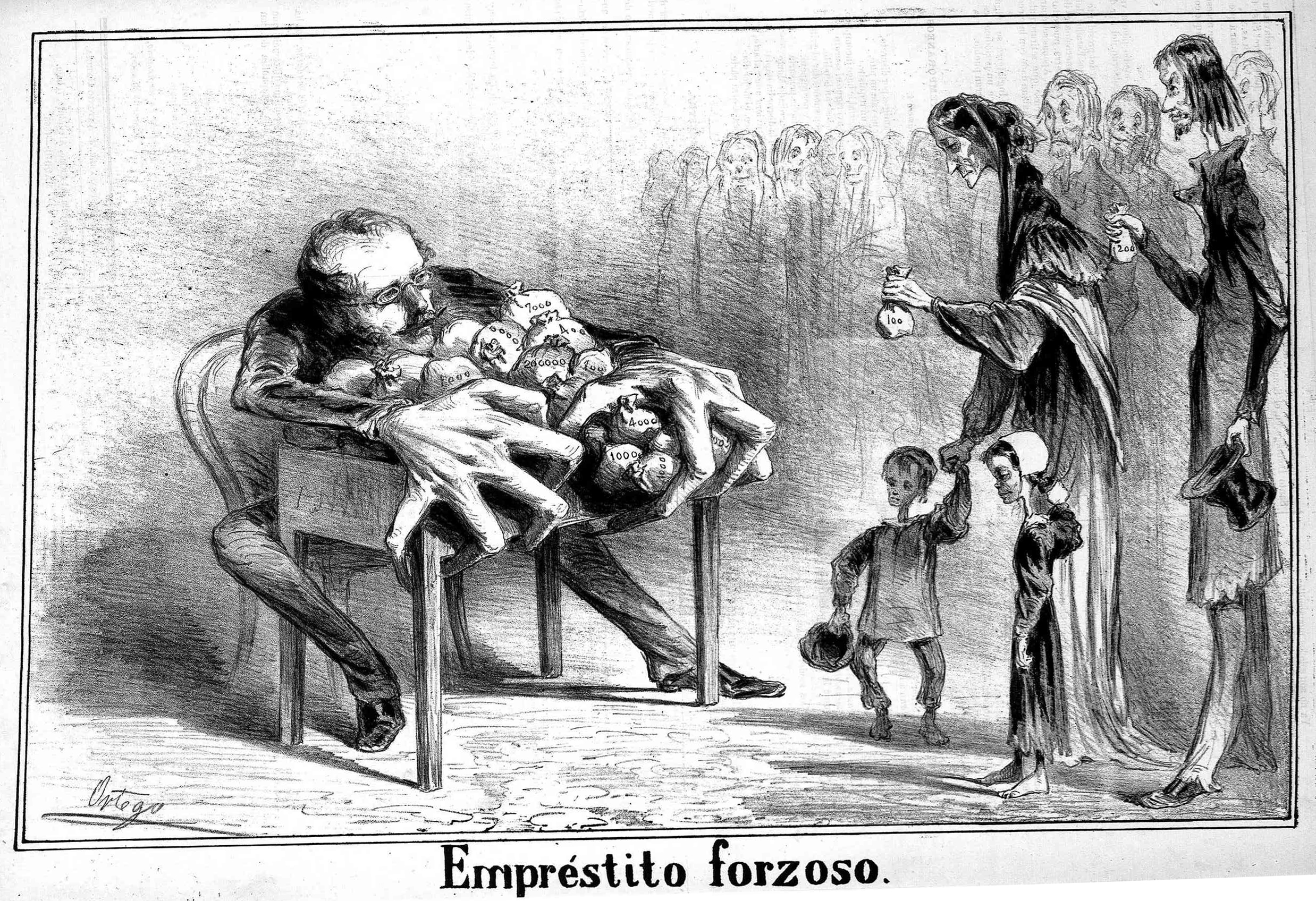
Caricatura «Empréstito forzoso» en la revista satírica española Gil Blas.

"En el mercado de dinero se enfrentan solamente prestamistas y prestatarios. La mercancía presenta aquí la misma forma, la forma de dinero. Todas las formas especiales del capital, según las distintas ramas de producción o circulación en que se inviertan, se esfuman aquí. El capital sólo existe en la forma homogénea, igual a si misma, del valor independiente: el dinero. Cesa toda competencia entre las diversas ramas, puesto que aparecen confundidas como prestatarias de dinero y el capital se enfrenta también con todas ellas bajo una forma a la que le es indiferente la modalidad especial de su empleo. El capital aparece aquí realmente, con toda su fuerza, en la oferta y la demanda de capital, como lo que el capital industrial sólo es en el movimiento y la competencia entre las distintas ramas: como capital común de una clase. [...] (L)a forma de la demanda, se enfrenta también con el capital prestable el peso de toda una clase y, en lo que se refiere a la oferta, el capital prestable aparece en el mercado en masa."

#### Capítulo XXIV. El capital a interés, forma alienada de relación capitalista
"Es en el capital a interés donde la relación capitalista cobra su forma más exterior y más fetichista."
"El fetichismo del capital y la idea del capital como un fetiche aparecen consumados aquí. En la fórmula D – D' tenemos la forma más absurda del capital, la inversión y materialización de las relaciones de producción elevadas la más alta potencia: la forma del interés, la forma simple del capital, antepuesta a su mismo proceso de reproducción; la capacidad de dinero o, respectivamente, de la mercancía, de valorizar su propio valor independientemente de la reproducción, la mistificación capitalista en su forma más descarada.
[...]

Es en el capital–dinero donde el capital se convierte en mercancía cuya cualidad de propia valorización tiene un precio fijo, plasmado en el tipo de interés vigente en cada momento."

#### Capítulo XXIX. Las partes integrantes del capital bancario
Marx analiza en detalle los componentes del capital bancario:
El capital bancario se halla formado: 1) por dinero contante, oro o billetes, 2) por títulos y valores. Éstos pueden dividirse, a su vez, en dos partes: valores comerciales, letras de cambio pendientes de vencimiento y cuyo descuento constituye el verdadero negocio del banquero, y valores públicos, como los títulos de la Deuda pública, los certificados del Tesoro, las acciones de todas clases, en una palabra, los valores que rinden un interés, pero que se distinguen esencialmente de las letras de cambio. Entre ellos pueden incluirse también las hipotecas. El capital formado por estos elementos materiales se divide, a su vez, en dos partes: el capital de inversión del banquero mismo y los depósitos, que forman su banking capital o capital prestado. Y en los bancos de emisión hay que añadir, además, los billetes de banco. Dejaremos a un lado, por el momento, los depósitos y los billetes. Es evidente que la formación real del capital bancario –integrado por el dinero, las letras de cambio y los títulos y valores– no cambia en lo más mínimo por el hecho de que estos distintos elementos representen un capital propio o sean depósitos, es decir, capital de otras personas. La división subsistirá lo mismo si el banquero opera con su propio capital que si opera con capital recibido en depósito.

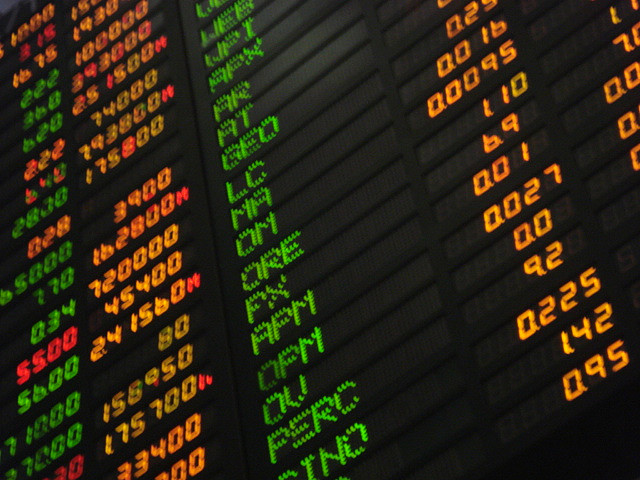
Marx vio como capital ficticio las acciones del mercado de valores.

Marx vio el origen del capital ficticio en el desarrollo del sistema crediticio y del sistema de acciones. "La formación del capital ficticio se llama capitalización." Representa un reclamo de derechos de propiedad o ingresos. Tales reclamaciones pueden adoptar muchas formas, por ejemplo, una reclamación sobre futuros ingresos fiscales del gobierno o una reclamación emitida contra un producto que aún no se ha vendido. También son capital ficticio las acciones, participaciones y bonos emitidos por empresas y negociados en los mercados de valores.

Dado que el valor de estos derechos no funciona como capital, es simplemente un derecho sobre el excedente futuro, el valor de capital de dicho título es "puramente ilusorio", solo "se consideran como títulos de propiedad que representan este capital".
Las acciones de las compañías ferroviarias, mineras, navales y de otras sociedades representan un verdadero capital, a saber: el capital invertido y que funciona en estas empresas o la suma de dinero desembolsado por los socios para que pueda ser invertido en ellas como capital. Lo cual no excluye, ni mucho menos, la posibilidad de que se trate de una simple especulación. Pero este capital no existe por doble concepto, de una parte como valor–capital de los títulos de propiedad, de las acciones, y de otra parte como el capital realmente invertido o que ha de invertirse en aquellas empresas. Existe solamente bajo esta segunda forma y la acción no es otra cosa que un título de propiedad que da derecho a participar pro rata en la plusvalía que aquel capital produzca. No importa que A venda este título a B y B a C. Estas transacciones no alteran en lo más mínimo la naturaleza de la cosa. Con ello A o B convertirán su título en capital, pero C, en cambio, convertirá su capital en un simple título de propiedad que le dará derecho a percibir la plusvalía que se espera del capital–acciones.
La formación de capital ficticio está, para Marx, vinculada a la contradicción más amplia entre el sistema financiero en el capitalismo y su base monetaria. Marx escribe: "Al desarrollarse el capital a interés y el sistema de crédito, parece duplicarse y a veces triplicarse todo el capital por el diverso modo a como el mismo capital o simplemente el mismo título de deuda aparece en distintas manos bajo diversas formas. La mayor parte de este “capital–dinero” es puramente ficticio. Todos los depósitos, con excepción del fondo de reserva, no son más que saldos en poder del banquero, pero no existen nunca en depósito".

#### Capítulo XXXVI. Algunos rasgos precapitalistas
"El capital usurario posee el régimen de explotación del capital, pero sin su régimen de producción. Esta situación se da también dentro de la economía burguesa en ramas industriales rezagadas o en aquellas que se resisten a pasar al régimen moderno de producción."

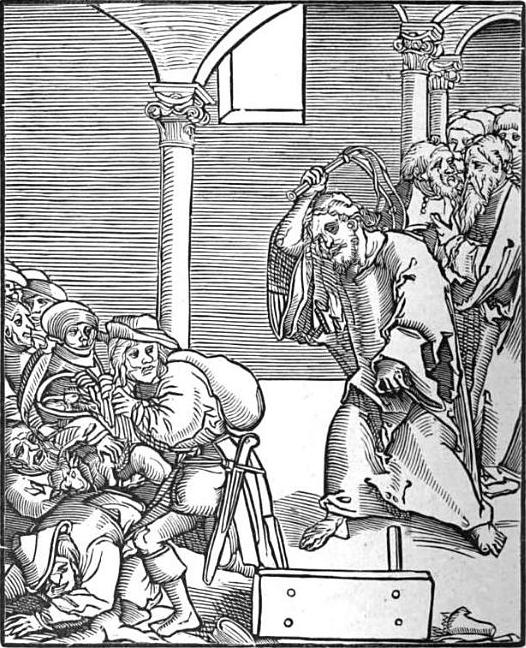
Cristo expulsa a los usureros del templo, grabado en madera de Lucas Cranach el Viejo.

"La usura tiene importancia histórica frente a la riqueza consumidora, por ser a su vez un proceso de nacimiento del capital. El capital usurario y el patrimonio del comerciante sirven de vehículo para la formación de un patrimonio en dinero independiente de la propiedad territorial. Cuanto menos se desarrolla el carácter del producto como mercancía, cuanto menos se ha impuesto a la producción, en anchura y en profundidad, el valor de cambio, más aparece el dinero como la verdadera riqueza por antonomasia, como la riqueza general frente a la modalidad limitada de la riqueza que son los valores de uso. Esto es lo que sirve de base al atesoramiento. Prescindiendo de las modalidades del tesoro y del dinero mundial, el dinero es, en efecto, la forma del medio de pago en la que aparece como la forma absoluta de la mercancía. Y es precisamente su función de medio de pago la que sirve de punto de partida para el desarrollo del interés y, por tanto, del capital dinero. Lo que la riqueza dilapidadora y corruptora busca es el dinero cómo tal dinero, el dinero como medio que sirve para comprarlo todo. [...] Lo que se exige del atesorador no es capital, sino dinero como tal dinero; sin embargo, el interés le permite convertir este tesoro en dinero, en capital para si mismo, en un medio por el que se apodera total o parcialmente del trabajo sobrante de otros a la par que de una parte de las mismas condiciones de producción, aunque éstas, nominalmente, sigan existiendo frente a él como propiedad ajena."

### Sección 6:Cómo se convierte la ganancia extraordinaria en renta del suelo
“La parte sobre la renta de la tierra fue tratada mucho más completamente”, observó Engels.

#### Capítulo XXXVII. Introducción

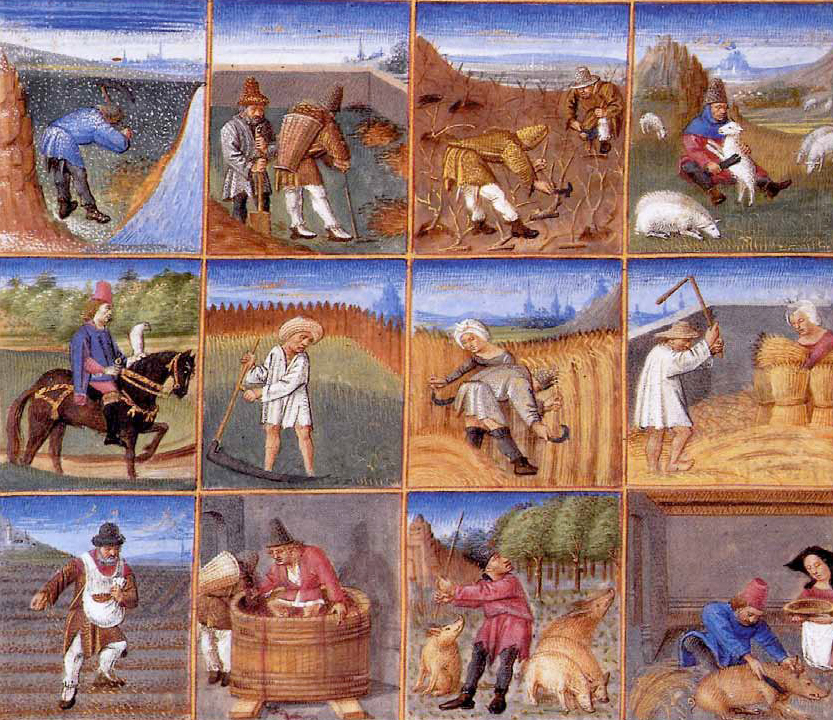
Calendario agrícola de un manuscrito de Pietro Crescenzi, c. 1306.

"[E]n el modo capitalista de producción el supuesto es el siguiente: los verdaderos agricultores son asalariados, ocupados por un capitalista, el arrendatario, que sólo se dedica a la agricultura en cuanto campo de explotación en particular del capital como inversión de su capital en una esfera peculiar de la producción. Este arrendatario-capitalista le abona al terrateniente, al propietario de la tierra que explota [...] a cambio del permiso para emplear su capital en este campo de la producción en particular. Esta suma de dinero se denomina renta de la tierra, sin que importe si se la abona por tierra cultivable, terreno para construcciones, minas, pesquerías, bosques, etc. Se la abona por todo el tiempo durante el cual el terrateniente ha prestado por contrato el suelo al arrendatario, durante el cual lo ha alquilado. Por lo tanto en este caso la renta del suelo es la forma en la cual se realiza económicamente la propiedad de la tierra, la forma en la cual se valoriza. Tenemos además aquí las tres clases que constituyen el marco de la sociedad moderna, en forma conjunta y enfrentada: el asalariado, el capitalista industrial y el terrateniente".
"De hecho es la ley del valor, tal como se impone no con relación a las mercancías o artículos en particular, sino a los productos globales originados en cada una de las esferas sociales particulares de la producción, autonomizadas en virtud de la división del trabajo, de modo que no sólo se emplea únicamente el tiempo de trabajo necesario para cada mercancía, sino que sólo se emplea la cantidad proporcional necesaria del tiempo de trabajo social global en los diversos grupos. Pues lo que sigue siendo condición es el valor de uso. Pero si el valor de uso de una mercancía en particular depende de que la misma satisfaga, de por sí, una necesidad, en el caso de la masa social de los productos de esa mercancía depende de que la misma sea adecuada a la necesidad social cuantitativamente determinada de cada tipo de producto en particular, y por ello el trabajo se halla proporcionalmente distribuido entre las diversas esferas de la producción en la proporción de estas necesidades sociales, que se hallan cuantitativamente circunscritas. [...] La necesidad social, es decir el valor de uso elevado a la potencia social aparece aquí como determinante de la cuota del tiempo global de trabajo social correspondiente a las diversas esferas de la producción en particular. Pero sólo se trata de la misma ley que se manifiesta ya en la mercancía individual, a saber, la de que su valor de uso es un supuesto de su valor de cambio, y por ende de su valor. Este punto sólo tiene que ver con la relación entre trabajo necesario y plustrabajo en la medida en que al afectar esta proporción no pueda realizarse el valor de la mercancía, y por ende tampoco el plusvalor que en ella se encierra".

#### Capítulo XLI. La renta diferencial II - primer caso: precio de producción constante

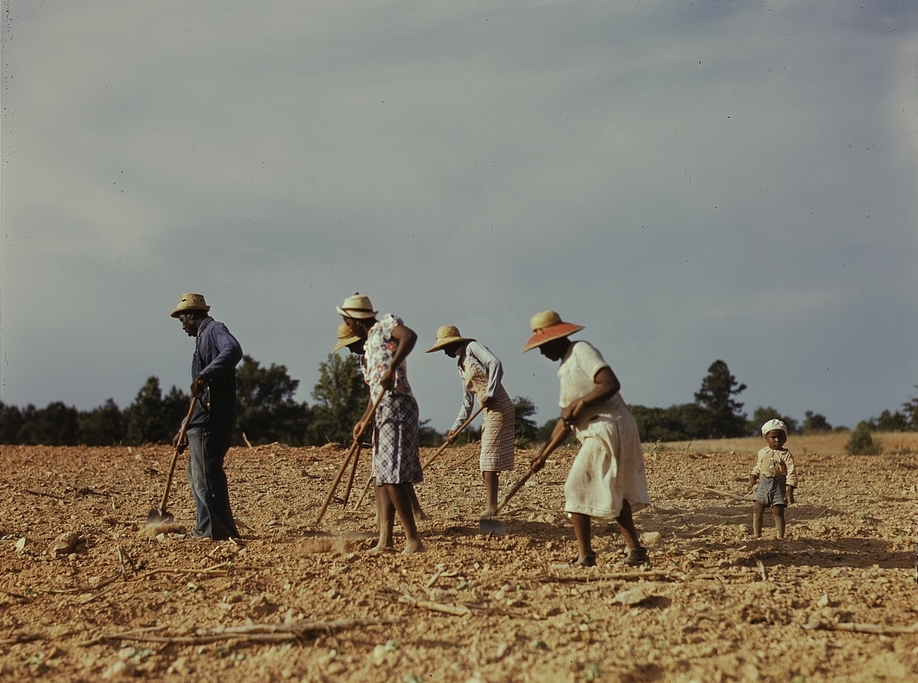
Agricultores algodoneros en un terreno rentado en EE. UU. (1941).

Bajo el supuesto de que "el precio de mercado esté regulado", son posibles los siguientes cuatro casos:
1. ) "[E]l capital suplementario invertido en alguno de los tipos de suelo B, C y D, que devengan renta, sólo produce lo mismo que el mismo capital invertido en el suelo A". Es decir, que el "precio de producción regulador sólo arroja la ganancia media y por consiguiente no arroja plusganancia sus efectos sobre la renta son iguales a cero".
2. ) "Los capitales adicionales producen, en cada uno de los diversos tipos de suelo, productos suplementarios proporcionales a su magnitud". Es decir, "la magnitud de la producción aumenta, según la fertilidad específica de cada tipo de suelo, en forma proporcional a la magnitud del capital suplementario".
3. ) "Los capitales suplementarios producen un producto excedentario y consecuentemente forman plusganancias, pero con una tasa decreciente".
4. ) El caso "idéntico al anterior" pero "la inversión adicional de capital se halla ligada a una mejora", una tasa "creciente".[70]

#### Capítulo XLII. La renta diferencial II - segundo caso: precio de producción decreciente
Marx analiza tres casos donde el precio de producción descienden donde "las inversiones adicionales de capital se efectúan con una tasa de productividad constante, decreciente o creciente".

#### Capítulo XLIII. La renta diferencial II - tercer caso: precio de producción creciente
Capítulo íntegro de Engels. El manuscrito trataba solo los dos casos anteriores pero "sólo un título en el manuscrito estaba dedicado a este tercer caso". Engels "extrajo conclusiones generales de todo el análisis anterior" e "insertó una nueva serie de tablas correspondientes a los tres casos de renta diferencial II que se habían tratado. Estas tablas hicieron que la teoría de la renta diferencial de Marx fuera más completa y proporcionaron la base para el análisis cuantitativo". En él, Engels  donde examina el caso "que disminuye la productividad de la calidad inferior de suelo, que no abona renta".

### Sección 7:Las rentas y sus fuentes
Según Engels, la sección séptima "estaba disponible completa, pero solo como un primer borrador, cuyos períodos infinitamente complicados primero tuvieron que ser diseccionados para poder imprimirse”.

#### Capítulo XLVIII. La fórmula trinitaria

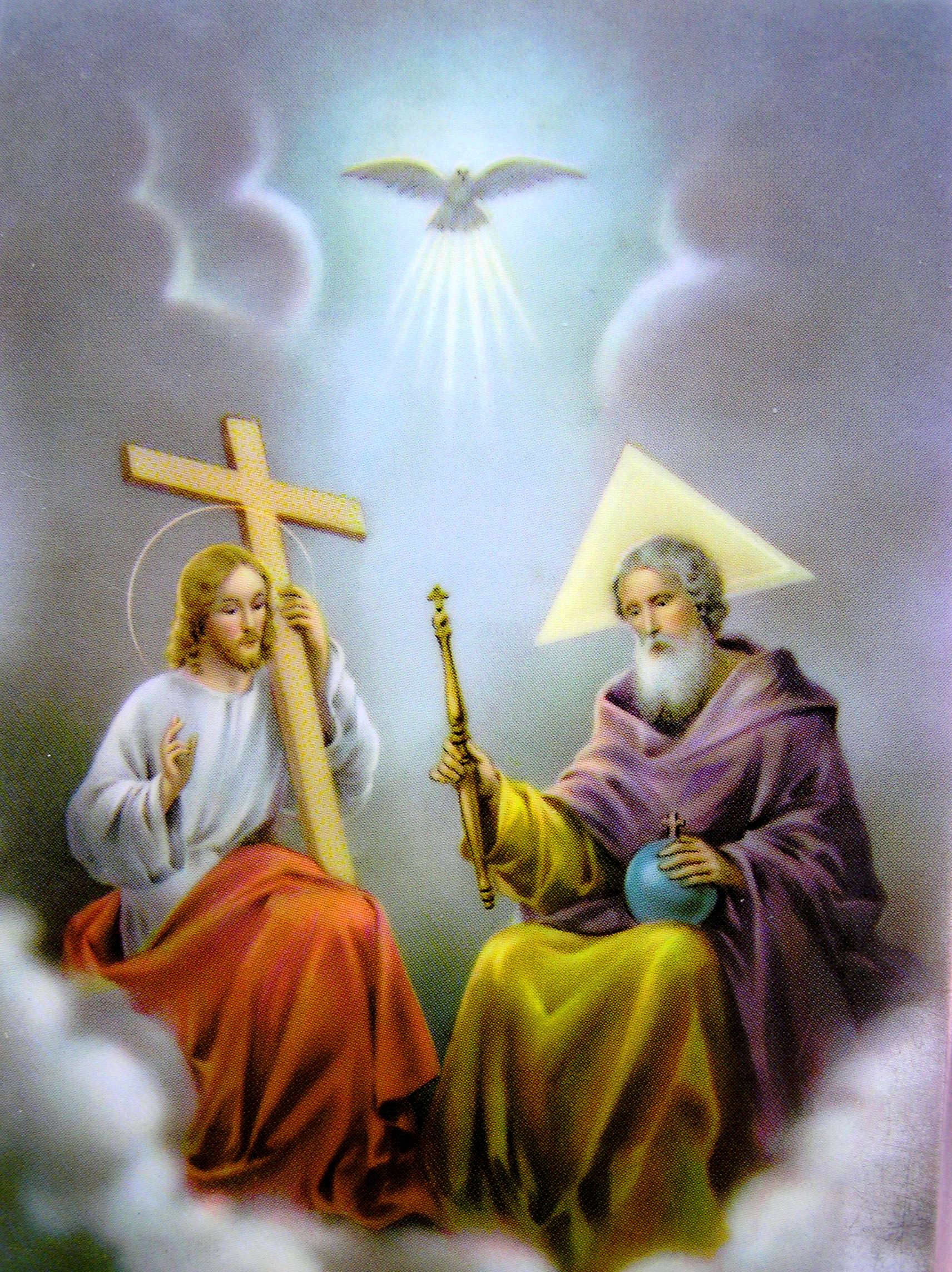
Marx compara las categorías capital-ganancia, suelo-renta y trabajo-salario como la “trinidad económica”.

Este capítulo fue compuesto por Engels a partir de tres fragmentos "que siguen se encuentran en diferentes pasajes del manuscrito correspondiente a la sección sexta" con una hoja perdida. En ellos Marx se refiere a este término como burla del "dogma cuasirreligioso" de la “trinidad económica” de los factores creadores de valor (Guerrero, 2015, p. 217). 

Marx escribe:
"Capital-ganancia (ganancia empresarial mas interés), suelo-renta de la tierra, trabajo-salario: ésta es la fórmula trinitaria que comprende todos los misterios del proceso social de producción. Puesto que además, tal cual se mostró anteriormente, el interés se presenta como el producto propio y característico del capital, y la ganancia empresarial, en antítesis con él, como salario independiente del capital, aquella forma trinitaria se reduce más de cerca a ésta: Capital-interés, suelo-renta de la tierra, trabajo-salario, donde queda afortunadamente eliminada la ganancia, la forma del plusvalor que caracteriza específicamente al modo capitalista de producción".
Según Marx, esta es una visión común de la economía vulgar, que refleja la comprensión cotidiana de los agentes de producción pero no proporciona una comprensión real de la economía capitalista. Hacia el final del manuscrito escribe:
En capital-ganancia o, mejor aun, capital-interés, suelo-renta de la tierra, trabajo-salario, en esta trinidad económica como conexión de los componentes del valor y de la riqueza en general con sus fuentes, está consumada la mistificación del modo capitalista de producción, la cosificación de las relaciones sociales, la amalgama directa de las relaciones materiales de producción con su determinación histórico-social: el mundo encantado, invertido y puesto de cabeza donde "Monsieur le Capital y Madame la Terre" rondan espectralmente como caracteres sociales y, al propio tiempo de manera directa, como meras cosas. El gran mérito de la economía clásica consiste en haber disuelto esa falsa apariencia, esa superchería, esa autonomización recíproca y ese esclerosamiento de los diferentes elementos sociales de la riqueza, esa personificación de las cosas y cosificación de las relaciones de producción, esa religión de la vida cotidiana, puesto que reduce el interés a una parte de la ganancia y la renta al excedente sobre la ganancia media, de tal manera que ambos coinciden en el plusvalor; puesto que presenta el proceso de circulación como mera metamorfosis de las formas y finalmente, en el proceso inmediato de producción, reduce el valor y el plusvalor de las mercancías al trabajo. No obstante, incluso sus mejores portavoces, como no podía ser de otra manera desde el punto de vista burgués, siguen siendo prisioneros, en mayor o menor medida del mundo de la apariencia críticamente disuelto por ellos, y por ende todos incurren más o menos en inconsecuencias, semiverdades y contradicciones no resueltas. Por otro lado, en cambio, es asimismo natural que los agentes reales de la producción se sientan por entero a sus anchas en estas formas enajenadas e irracionales de capital-interés, suelo-renta, trabajo-salario, pues son precisamente las configuraciones de la apariencia en que se mueven y con las cuales tienen que vérselas todos los días. Por so es asimismo natural que la economía vulgar, que es nada más que una traducción didáctica, más o menos doctrinaria, de las representaciones corrientes de los agentes reales de la producción, entre las cuales introduce cierto orden inteligible, encuentre precisamente en esa trinidad, donde está extinguida toda la conexión interna, la base natural, y puesta al abrigo de toda duda, de sus triviales jactancias. Esa fórmula corresponde al mismo tiempo al interés de las clases dominantes, puesto que proclama la necesidad natural y la legitimación eterna de las fuentes de sus entradas, elevándolas a la calidad de dogma.
A diferencia de la economía clásica, Marx quiere disolver completamente esta mistificación ignorando inicialmente su forma concreta. Le gustaría presentar la organización interna del modo de producción capitalista como la “objetivación de las relaciones de producción y su independencia de los agentes de producción” o “por así decirlo, en su término medio ideal”.
Si se examina más de cerca esta trinidad económica, se verá que “las presuntas fuentes de la riqueza anualmente disponible pertenecen a esferas totalmente dispares y no presentan la más mínima analogía entre sí. Recíprocamente guardan entre sí más o menos la misma relación que existe entre los aranceles notariales, las remolachas y la música”.

#### Capítulo LI. Relaciones de distribución y relaciones de producción
Hay dos rasgos característicos que distinguen desde un primer momento al modo capitalista de producción.
Primero, produce sus productos como mercancías. Producir mercancías no lo distingue de otros modos de producción, pero sí el hecho de que ser mercancía es el carácter dominante y determinante de su producto. Esto implica, por lo pronto, que el obrero mismo sólo aparezca como vendedor de mercancías y, por ende, como asalariado libre, o sea que el trabajo aparezca en general como trabajo asalariado. [...] Los principales agentes de este modo mismo de producción, el capitalista y el asalariado, sólo son, en cuanto tales, encarnaciones, personificaciones de capital y trabajo asalariado, determinados caracteres sociales que e proceso social de producción estampa en los individuos; productos de esas determinadas relaciones sociales de producción.
[...]

El segundo rasgo que caracteriza especialmente al modo capitalista de producción es la producción del plusvalor como objetivo directo y motivo determinante de la producción. El capital produce esencialmente capital, y sólo lo hace en la medida en que produce plusvalor. Cuando examinamos el plusvalor relativo, y luego al considerar la transformación del plusvalor en ganancia, vimos cómo se funda en esto un modo de producción peculiar del período capitalista: una forma particular del desarrollo de las fuerzas productivas sociales del trabajo, pero como fuerzas del capital autonomizadas frente al obrero y, por ende, en directa antítesis con su propio desarrollo, con el del obrero. La producción para el valor y el plusvalor, tal cual se mostró en el desarrollo ulterior, implica la tendencia, siempre operante, a reducir el tiempo de trabajo necesario para la producción de una mercancía, esto es, su valor, por debajo del promedio social existente en cada ocasión. El deseo acuciante de reducir el precio de costo a su mínimo se convierte en la más fuerte palanca para la intensificación de la fuerza productiva social del trabajo, que aquí, empero, solo se presenta como intensificación constante de la fuerza productiva del capital".

#### Capítulo LII. Las clases
En este capítulo incompleto Marx critica la clasificación de las tres principales clases sociales en el modo de producción capitalista. En él Marx plantea: "¿qué forma una clase?" y "¿qué hace que trabajadores asalariados, capitalistas y terratenientes formen las tres grandes clases sociales?". Responde que prima facie es "la identidad de los réditos y de las fuentes de rédito", agrupados por "el salario, la ganancia y la renta de la tierra". Pero esta se complica en "grados intermedios y de transición" como "médicos y funcionarios", que "pertenecen a dos grupos sociales diferentes"; y "para la infinita fragmentación de los intereses y posiciones en que la división del trabajo social desdobla a los obreros como a los capitalistas y terratenientes; a los últimos, por ejemplo, en viticultores, agricultores, dueños de bosques, poseedores de minas y poseedores de pesquerías".

## Lectura adicional
- Althusser, Louis; Balibar, Étienne (2009). Reading Capital. London: Verso.
- Althusser, Louis (1969). "How to Read Marx's Capital". Marxism Today. pp. 302–305. Publicado originalmente en francés en L'Humanité el 21 de abril de 1969.
- Azcurra, Fernando Hugo (2020). Guía de Marx : El capital, libro III. Buenos Aires, Argentina: Ediciones Cooperativas. ISBN 978-987-652-214-4.
- Bottomore, Tom, ed. (1998). A Dictionary of Marxist Thought. Oxford: Blackwell.
- Fine, Ben (2010). Marx's Capital. 5th ed. London: Pluto.
- Harvey, David (2006). The Limits of Capital. London: Verso.
- Guerrero, Diego (2015). Un resumen completo de "El capital" de Marx (3ª edición). Maia. ISBN 978-84-936641-6-9. OCLC 434354233.
- Mandel, Ernest (1970). Marxist Economic Theory. New York: Monthly Review Press.
- Moseley, Fred (2015). Marx's Economic Manuscript of 1864-1865 (en inglés). BRILL. ISBN 978-90-04-30455-0.
- Postone, Moishe (1993). Time, Labor, and Social Domination: A Reinterpretation of Marx's Critical Theory. Cambridge: Cambridge University Press.
- Shipside, Steve (2009). Karl Marx's Das Kapital: A Modern-day Interpretation of a True Classic. Oxford: Infinite Ideas. ISBN 978-1-906821-04-3
- Wheen, Francis (2006). Marx's Das Kapital--A Biography. New York: Atlantic Monthly Press. ISBN 0-8021-4394-6. ISBN 978-0-8021-4394-5.